# Nelson Mandela
Nelson Rolihlahla Mandela, nacido Rolihlahla Mandela (Mvezo, Provincia Cabo Oriental, 18 de julio de 1918-Johannesburgo, 5 de diciembre de 2013), fue un abogado, activista contra el apartheid, político y filántropo sudafricano que presidió el gobierno de su país de 1994 a 1999. Fue el primer mandatario negro que encabezó el poder ejecutivo, y el primero en resultar elegido por sufragio universal en su país. Su gobierno se dedicó a desmontar la estructura social y política heredada del apartheid a través del combate del racismo institucionalizado, la pobreza, la desigualdad social y la promoción de la reconciliación social. Como nacionalista africano presidió el Congreso Nacional Africano (CNA) entre 1991 y 1997, y a nivel internacional fue secretario general del Movimiento de Países No Alineados entre 1998 y 2002.
Originario del pueblo xhosa y parte de la casa real tembu, Mandela estudió Derecho en la Universidad de Fort Hare y la Universidad de Witwatersrand. Cuando residía en Johannesburgo, se involucró en la política anticolonialista, por lo que se unió a las filas del Congreso Nacional Africano, y luego fundó su Liga Juvenil. Tras la llegada al poder del Partido Nacional en 1948, ganó protagonismo durante la Campaña del Desafío de 1952 y fue elegido presidente regional del Congreso Nacional Africano en la provincia de Transvaal. Presidió el Congreso Popular de 1955. En su ejercicio como abogado, fue varias veces arrestado por actividades sediciosas y, como parte de la directiva del CNA, fue procesado en el Juicio por Traición desde 1956 hasta 1961. Influenciado por el marxismo, entró en secreto al Partido Comunista Sudafricano (SACP) y fue parte de su comité central. Pese a que estaba a favor de las protestas no violentas, en asociación con la SACP fundó y comandó la organización guerrillera Umkhonto we Sizwe (MK) o «La Lanza de la Nación» en 1961. En 1962 fue arrestado y acusado de conspiración para derrocar al gobierno, por lo que fue sentenciado a prisión perpetua durante el Proceso de Rivonia.
Estuvo encarcelado durante veintisiete años, primero en la isla Robben y después en las prisiones de Pollsmoor y de Víctor Verster. Campañas internacionales abogaron por su liberación, y fue excarcelado en 1990 en medio de una convulsión social en Sudáfrica. Intervino en las negociaciones políticas con Frederik de Klerk para abolir el apartheid y establecer las elecciones generales de 1994, en las que lideró al CNA al triunfo en las urnas.
Durante su Gobierno de Unidad Nacional invitó a otros partidos políticos a unirse a su gabinete y además se promulgó una nueva constitución. Creó la comisión para la verdad y la reconciliación para investigar las violaciones a los derechos humanos cometidas en los años del apartheid. Aunque dio continuidad a las políticas liberales de gobiernos anteriores, en su administración se implantaron medidas para una reforma de la propiedad de la tierra, el combate a la pobreza y la expansión de los servicios de salud. A escala internacional fue mediador entre los gobiernos de Libia y el Reino Unido en el juicio por el atentado al vuelo 103 de Pan Am, y verificó la intervención militar en Lesoto. Declinó postularse para un segundo periodo de gobierno, y fue sucedido en el cargo por Thabo Mbeki. Tras retirarse de la política, se dedicó a obras de caridad y al combate a la pandemia del sida a través de la Fundación Mandela.
En palabras de van Engeland y Rudolph (2007), Mandela pasó de terrorista a político hasta llegar a presidente de Sudáfrica (1994-1999), por lo que fue una figura controvertida gran parte de su vida. Sus críticos le acusaron de ser comunista y terrorista, pese a que se ganó el apoyo de la comunidad internacional por su activismo, lo que le hizo acreedor a más de 250 menciones honoríficas y otros galardones, entre ellos el Premio Nobel de la Paz, la Medalla Presidencial de la Libertad y el Premio Lenin de la Paz. En Sudáfrica es amado y considerado como una figura de respeto, donde se le conoce con el nombre originario del clan xhosa, Madiba, o Tata (padre). Se le llama también el Padre de la Nación sudafricana.

## Infancia y juventud

### Infancia
Nelson Mandela nació el 18 de julio de 1918 en el pueblo llamado Mvezo ubicado a 53 km al suroeste de Mthatha, en ese tiempo parte de la Provincia del Cabo. Fue bautizado con el nombre de Rolihlahla, palabra de origen xhosa que significa halar la rama de un árbol que podría ser interpretado como alborotador; aunque años después sería conocido por el nombre de su clan, Madiba, tras la muerte de su padre dedicó gran parte de su tiempo a los estudios. Un ascendiente patrilineal —su bisabuelo Ngubengcuka— había sido jefe del pueblo tembu en el territorio de Transkei, posteriormente parte de la Provincia Oriental del Cabo. Uno de los hijos de Ngubengcuka, llamado Mandela, fue abuelo de Nelson y el origen de su apellido. La madre de Mandela, de quien era hijo único, era originaria del clan ixhiba y su descendencia conocida como la Casa de la mano izquierda. Pese a que ellos estaban inhabilitados para heredar el trono de Tembulandia, podían ser sucesores de los miembros del consejo real. El padre de Nelson, Gadla Henry Mphakanyiswa, era un jefe tribal y consejero del monarca de Tembulandia; de hecho, había sido elegido para ese cargo en 1915, ya que el anterior había sido acusado de corrupción por un funcionario de raza blanca de la Unión Sudafricana. En 1926, Gadla también fue despedido al ser acusado de corrupción, pero se dice que Nelson supo que había perdido su trabajo al contradecir las disposiciones de este funcionario. Además Gadla era polígamo, debido a que era creyente del dios Qamata, por lo que tuvo cuatro esposas, cuatro hijos y nueve hijas quienes vivían en diferentes localidades. La madre de Nelson era Nosekeni Fanny, miembro del clan xhosa amaMpemvu, la tercera esposa de Gadla y perteneciente al linaje de la Casa de la mano derecha.
| Nadie en mi familia había ido a la escuela...El primer día de clase mi profesora, la señorita Mdingane, nos dio a cada uno un nombre de origen inglés. Era una costumbre entre los africanos en aquellos días y se debía sin duda a la influencia británica en nuestra educación. Ese día, la señorita Mdingane me dijo que mi nuevo nombre era Nelson. ¿Por qué lo escogió? No tengo la más mínima idea. —Nelson Mandela, 1994. |

Los primeros años de la vida de Mandela fueron determinados, según sus propias palabras, por la costumbre, el ritual y el tabú. Creció junto a dos hermanas en el kraal de su madre ubicado en Qunu donde cuidaba del ganado, por lo que pasaba mucho tiempo fuera de casa junto a otros muchachos de su edad. Aunque analfabetos, sus padres eran devotos cristianos y por eso su madre le envió a una escuela metodista cuando tenía siete años de edad. Una vez bautizado, le fue otorgado por su profesora el nombre de origen inglés Nelson. Cuando tenía nueve años su padre se fue a vivir a Qunu donde falleció de una enfermedad no diagnosticada, pese a que años después Mandela aseveraría que había sido una enfermedad pulmonar. Este acontecimiento le hizo sentirse emancipado, y él mismo afirmaría que desde entonces heredó la orgullosa rebeldía y el obstinado sentido de la justicia de su padre.
Para ese entonces su madre le llevó al palacio de Mqhekezweni donde fue puesto bajo la curaduría del regente Jongintaba Dalindyebo. No volvería a ver a su madre por muchos años, pero llegó a considerar que Jongintaba y su esposa Noengland le trataban como a su propio hijo, ya que le criaron junto a su hijo Justice y su hija Nofamu. Puesto que Mandela asistía a los servicios religiosos cada domingo junto a sus guardianes, el cristianismo se convirtió en parte importante de su vida. Además, asistía a una misión metodista ubicada cerca del palacio donde estudió tanto el idioma inglés como el xhosa, aparte de historia y geografía. A partir de esos años comenzó su afición por la historia africana, debido a que escuchaba los relatos de los visitantes de mayor edad que acudían al palacio, y también fue influido por la retórica antiimperialista del jefe Joyi. Pese a todo, consideraba a los colonos europeos como benefactores y no como opresores. A los dieciséis años Nelson —junto a Justice y otros jóvenes— viajó a Tyhalarha para someterse al ritual de la circuncisión que marcaba la transición de niño a hombre. Una vez finalizado, le fue otorgado el nombre de Dalibunga.

### Estudios

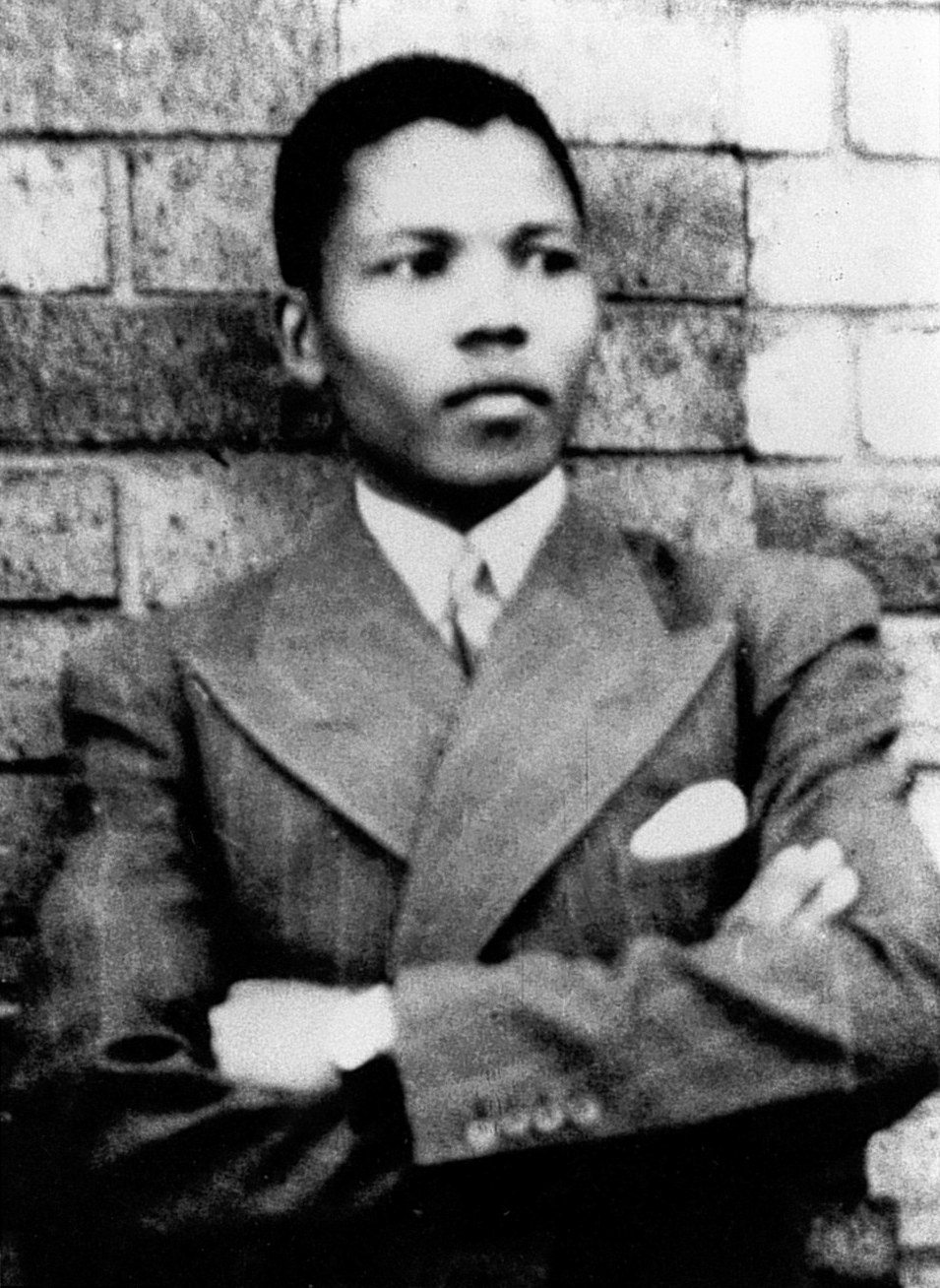
Nelson Mandela alrededor de 1937.

Con el objetivo de convertirse en consejero privado para la casa real thembu, Mandela inició su educación secundaria en Engcobo en el Instituto Clarkebury Boarding cuyo sistema era de educación occidental, aparte que era la mayor escuela para africanos de raza negra en Tembulandia. El ambiente igualitario del instituto le hizo dejar atrás su carácter aristocrático, por lo que llegó a tener por primera vez a una joven entre sus amistades; también practicó deportes e inició su pasión por la jardinería. Al conseguir su certificado de estudios del primer nivel de secundaria en dos años, en 1937 se matriculó en Healdtown Comprehensive School, una institución metodista en Fort Beaufort donde la mayoría de los miembros de la casa real tembu estudiaban, entre ellos Justice. El director de esta escuela hacía prevalecer el aprendizaje de la cultura inglesa y su sistema de gobierno, pero Mandela estaba más interesado en la cultura de los pueblos nativos de África. Además llegó a tener amistad con un individuo que hablaba el idioma sesotho, por lo que era el primero fuera de su círculo de amistades xhosa; y uno de sus profesores más predilectos —de origen xhosa— había contraído matrimonio con una mujer sotho, lo que era considerado un tabú. Mientras pasaba su tiempo libre en carreras de larga distancia y practicando el boxeo, en su segundo año de escuela adquirió el rango de prefecto.
Jongintaba también le ayudó para que fuera uno de 150 estudiantes que inició los estudios para obtener el título de grado B.A. en la Universidad de Fort Hare, una institución de prestigio entre la población de raza negra ubicada en Alice, en la Provincia Oriental del Cabo. Allí estudió Idioma inglés, Antropología, Política, Administración de pueblos nativos y legislación de Derecho Romano-Neerlandés en su primer año, con la intención de convertirse en intérprete o empleado del Departamento de Asuntos Indígenas. Se alojó en el edificio de apartamentos Wesley House donde convivió con K.D. Matanzima y Oliver Tambo, quien se convertiría en su aliado cercano en las próximas décadas. En cuanto a las actividades extracurriculares tomó clases de baile, y formó parte de una obra teatral sobre Abraham Lincoln, además impartió clases en una comunidad cercana como parte de la Asociación de Estudiantes Cristianos. Aunque tenía conocidos que se relacionaban con el Congreso Nacional Africano (CNA) y el movimiento antiimperialista que pugnaba por una Sudáfrica independiente, Mandela evitaba relacionarse con ellos; de hecho, era partidario de los británicos cuando estalló la Segunda Guerra Mundial. Por otra parte, participó en la fundación de un comité que apoyaba los intereses de los jóvenes estudiantes de primer año que retaba el dominio de los estudiantes del segundo año, y al final de su primer curso se involucró en el Consejo Representativo de Estudiantes que protestó por la calidad de los alimentos, por lo que fue suspendido temporalmente de la universidad. Al final dejó la institución sin lograr ningún grado de estudios.

### En Johannesburgo
Cuando retornó al palacio de Mqhekezweni en el mes de diciembre de 1940, Mandela se enteró de que Jongintaba había arreglado un matrimonio concertado para él y Justice. Sorprendidos, ambos decidieron huir a Johannesburgo tomando el camino de Queenstown, y llegaron en el mes de abril de 1941. Allí Mandela encontró trabajo como celador nocturno en el complejo minero Crown Mines en lo que era su «primer vistazo al capitalismo en Sudáfrica», pero fue despedido cuando su jefe descubrió que era un fugitivo.
Cuando estaba alojado en la casa de un primo en George Goch Township, fue presentado al agente de bienes raíces y activista del CNA, Walter Sisulu, quien le aseguró un puesto como aprendiz en la firma de abogados Witkin, Sidelsky y Eidelman. Dicha firma era dirigida por el judío de ideas liberales Lazar Sidelsky, a quien simpatizaba la causa del CNA. En esta compañía, Mandela se hizo amigo de Gaur Redebe, un joven xhosa miembro del CNA y del Partido Comunista Sudafricano (SACP por sus siglas en inglés); y también de Nat Bregman, judío de ideas comunistas quien se convirtió en su primer amigo de raza blanca.
Al asistir a las conferencias y reuniones de los comunistas, Mandela quedó impresionado del trato igualitario entre los sudafricanos de origen europeo, los africanos bantú, los hindúes y los mestizos (coloureds). Años después aseveraría que no se inscribió en el partido porque las posturas ateístas de la organización entraban en conflicto con su fe cristiana, y porque consideraba que los conflictos sociales en Sudáfrica eran esencialmente racistas y no de lucha de clases. Pese a todo, se empapó de la política y en el mes de agosto de 1943 tomó parte de un exitoso boicot contra el alza de tarifas en los autobuses. Además retomó su educación superior, por lo que se inscribió en un curso por correspondencia de la Universidad de Sudáfrica, al que le dedicaba tiempo por las noches.
Mandela ganaba un salario modesto, y estaba alojado en un cuarto rentado propiedad de la familia xhoma en la localidad de Alexandra, la cual —aunque sumida en la pobreza, el crimen y la polución— él consideraba un «bonito lugar». También, y pese a que se sentía avergonzado por estar corto de dinero, comenzó a cortejar a una joven suazi, antes de pretender —sin éxito— a la hija del propietario del lugar donde vivía. Posteriormente tomó la decisión de mudarse al complejo de la Asociación de Trabajadores Nativos de Witwatersrand donde convivió con mineros provenientes de varias tribus. Allí mismo transitaban diferentes jefes tribales, por lo que logró conocer a la regente de Basutolandia. Al finalizar el año 1941 recibió la visita de Jongintaba quien terminó por perdonarle su huida. Cuando retornó a Tembulandia en el invierno de 1942, el regente había fallecido, pero él y Justice arribaron el día posterior al funeral. Para el año 1943, y cuando pasó los exámenes para obtener su título de grado B.A., Mandela retornó a Johannesburgo para convertirse en abogado, lo que le serviría para adentrarse en la política, opción que prefería a la de servir de consejero en Tembulandia. Años después afirmaría que no había sido una decisión emocional, sino que en realidad «lo deseaba hacer, y no podía ser de otra manera».

## Activismo político

### Estudios de Derecho y la Liga Juvenil del CNA
Cuando inició sus estudios de Derecho en la Universidad de Witwatersrand, Mandela era el único estudiante de raza negra y —aunque sufría discriminación racial— pudo hacerse de una variedad de amistades entre europeos de ideas liberales y comunistas, así como judíos e hindúes, entre los que se encontraban Joe Slovo, Harry Schwarz y Ruth First. Cuando se unió a las filas del CNA, Sisulu ejercía mucha influencia sobre su persona y pasaba gran parte de su tiempo con otros activistas en la casa del mismo Sisulu, ubicada en Orlando en el área urbana de Soweto, entre los que estaba Oliver Tambo. Para 1943, conoció a Anton Lembede, un nacionalista africano que se oponía a cualquier frente heterogéneo contra el colonialismo y el imperialismo, y también a una alianza con los comunistas. A pesar de que Mandela iba en contra de esta postura (ya que él tenía amigos de diversas razas, incluidos comunistas), apoyaba a Lembede, pues creía que los negros africanos debían ser independientes en su lucha por la autodeterminación política. Asimismo, al respaldar la necesidad de crear un frente juvenil para contrarrestar la opresión, formó parte de una delegación que se acercó al presidente del CNA Alfred Bitini Xuma en su casa de habitación ubicada en Sophiatown. Este fue el origen de la Liga Juvenil del Congreso Nacional Africano (ANCYL por sus siglas en inglés) en el domingo de Pascua de 1944 en el Centro Social de Hombres Bantú en Eloff Street, habiendo sido nombrado presidente Lembede, mientras que Mandela era miembro del comité ejecutivo.

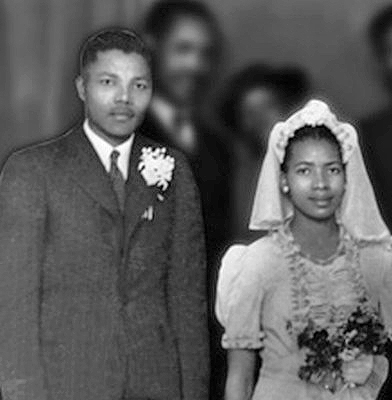
Mandela y Evelyn en 1944.

En la casa de Sisulu, Mandela conoció a Evelyn Mase, una activista del CNA oriunda de Engcobo quien se preparaba para convertirse en enfermera. Ambos contrajeron matrimonio en el mes de octubre de 1944 y —después de vivir en la casa de los padres de la joven— rentaron la casa no. 8115 en Orlando a principios de 1946. El primer hijo de la pareja, Madiba Thembi Thembekile, nació en el mes de febrero de 1945, y posteriormente nació su hija Mazawike en 1947 quien falleció nueve meses después de meningitis. Mandela disfrutaba de su vida hogareña a la que se unieron su madre y su hermana Leabie a petición suya. A principios de 1947 los tres años de aprendizaje finalizaron en la firma Witkin, Sidelsky y Eidelman, por lo que se dedicó a tiempo completo a sus estudios, mientras se mantenía de préstamos del fondo Bantu Welfare Trust.
En el mes de julio de 1947 Mandela debió trasladar de emergencia a Lembede a un hospital, donde falleció. Lembede fue sucedido en el cargo de presidente de la ANCYL por Peter Mda, de tendencia moderada, quien asintió a cooperar con los comunistas y activistas de otras razas. Al asumir el puesto nombró como su secretario a Mandela. Sin embargo, Mandela entraría en desacuerdo con Mda cuando en el mes de diciembre de 1947 apoyó la expulsión de los comunistas de la ANCYL por considerar que su ideología era incompatible con los africanos, aunque esta acción no tuvo éxito. Ese mismo año fue elegido para el comité ejecutivo del CNA en Transvaal, bajo la dirección del presidente regional C.S. Ramohanoe; quien posteriormente actuó en contra de los intereses del comité regional al asociarse con hindúes y comunistas. Al final Ramohanoe renunció y se dice que Mandela tuvo mucha influencia en su dimisión.
Para las elecciones generales sudafricanas de 1948, en la que solo votaban los ciudadanos de raza blanca, el Partido Nacional Reunificado (Herenigde Nasionale Party) —controlado por los afrikáners y encabezado por Daniel François Malan— tomó el poder, y junto al Partido Afrikáner (Afrikaner Party) conformó el Partido Nacional. Esta institución política era abiertamente racista, por lo que promovía la legalización de la segregación con la nueva normativa apartheid. Para ese tiempo Mandela ganaba influencia en el CNA y junto a sus partidarios comenzaba a tomar acciones en contra del apartheid, las cuales consistían de boicots y huelgas, estrategias tomadas de la comunidad hindú que residía en Sudáfrica. El presidente del CNA, Alfred Bitini Xuma, no apoyaba estas medidas, por lo que fue cesado de su cargo y reemplazado por James Moroka, quien era respaldado por una junta de índole extremista que incluía a Sisulu, Mda, Tambo y Godfrey Pitje. El mismo Mandela aseveraría que en ese momento ellos habían guiado al CNA «por un camino más radical y revolucionario». Por otra parte, debido a que tenía su tiempo ocupado en la política, Mandela no pudo completar su año final en la Universidad de Witwatersrand, por lo que le fue negado su título de grado en el mes de diciembre de 1949.

### La Campaña del Desafío y la presidencia del CNA en Transvaal

Bandera tricolor del CNA.

El puesto dejado por Xuma en el comité ejecutivo nacional del CNA fue tomado por Mandela en marzo de 1950. Ese mismo mes, la Convención para la Defensa de la Libertad de Expresión tuvo lugar en Johannesburgo, a la que acudieron africanos, hindúes y comunistas, quienes hicieron un llamado a la huelga general contra el apartheid. Mandela se opuso a esta medida porque no estaba dirigida por el CNA; pese a esto, muchos trabajadores de raza negra tomaron parte de ella, lo que causó la represión de la policía y la entrada en vigencia de la Ley de Supresión del Comunismo, lo que afectó la actividad de los agitadores. Ese año también fue elegido presidente de la ANCYL. Para la conferencia nacional de diciembre de 1951, él continuó oponiéndose a la formación de un frente heterogéneo de lucha, pero su postura fue superada por votación. Por tanto, cambió su punto de vista y se adhirió a esta decisión. Además —bajo la influencia de sus amigos, entre ellos Moses Kotane, y debido al apoyo brindado por la Unión Soviética para provocar guerras de independencia— su desconfianza en el comunismo fue dejada de lado. En consecuencia se interesó en los textos de Karl Marx, Friedrich Engels, Vladimir Lenin, Iósif Stalin y Mao Zedong, y terminó adoptando el materialismo dialéctico. Para el mes de abril de 1952 comenzó a trabajar con la firma de abogados H. M. Basner, lo que —junto a su creciente activismo político— significó que pasara menos tiempo con su familia.
Ese mismo año, el CNA comenzó a preparar la Campaña del Desafío a las Leyes Injustas junto a los hindúes y grupos de filiación comunista, por lo que se fundó una directiva para alistar voluntarios. La organización se decidió por una política de resistencia no violenta, inspirada en Mahatma Gandhi. Había quienes consideraban esta medida una elección «ética», mientras Mandela la consideraba una elección «pragmática». Para el 22 de junio, durante una manifestación en Durban, Mandela pronunció un discurso ante 10 000 personas que fue el inicio de las protestas y provocó además su arresto, por lo que terminó encarcelado por breve tiempo en la prisión Marshall Square. Con la campaña en curso, los partidarios del CNA se incrementaron de 20 000 a 100 000. Por su parte, el gobierno respondió con arrestos masivos y promulgaría la Ley de Seguridad Pública para el siguiente año, lo que dio paso a la ley marcial. Para el mes de mayo, las autoridades impidieron al presidente regional del CNA en Transvaal, John Beaver Marks, realizar apariciones públicas; ante esto, Marks recomendó a Mandela como su sucesor. Pese a que el grupo radical Bafabegiya se opuso a su candidatura, fue elegido para el cargo en octubre.
El 30 de julio de 1952, Mandela fue arrestado bajo las disposiciones legales de la Ley de Supresión del Comunismo y llevado a juicio en Johannesburgo junto a otros 21 acusados, entre ellos Moroka, Sisulu y Yusuf Dadoo. Todos fueron hallados culpables, pero la pena de nueve meses de trabajos forzados terminó suspendida por dos años. Para el mes de diciembre, a Mandela se le impuso la prohibición de asistir por seis meses a reuniones públicas o conversar con más de una persona, lo que provocó que su presidencia del CNA en la región de Transvaal se volviera inviable. Para este tiempo, la Campaña del Desafío había mermado. En el mes de septiembre de 1953, Andrew Kunene leyó en su nombre el discurso El largo camino hacia la libertad en una reunión del CNA en Transvaal, cuyo título había sido tomado de una cita del líder independentista hindú Jawaharlal Nehru, de gran influencia en el ideario de Mandela. El discurso sentó las bases de un posible plan en caso de que el CNA fuera declarado ilegal. Este plan, llamado también M-Plan, disponía la división de la organización en células con un liderazgo centralizado.
Por otra parte, una vez superó los exámenes requeridos para ejercer como abogado, Mandela pudo conseguir una plaza en la firma Terblanche y Briggish, antes de cambiarse a Helman y Michel cuyos encargados eran de ideas liberales. Ya para el mes de agosto de 1953, él y Oliver Tambo fundaron su propia firma que tenía su domicilio en el centro de Johannesburgo. De hecho, era la única administrada por profesionales de raza negra en todo el país, y era muy requerida por clientes ultrajados por la brutalidad policial. Sin embargo, la firma no era bien recibida por las autoridades locales, por lo que fue forzada a mudarse a un remoto lugar cuando su permiso legal fue retirado sobre la base de la Ley de Áreas de Grupos. En consecuencia, su actividad disminuyó. Para colmo de males —y pese al nacimiento de su segunda hija, Makaziwe Phumia, nacida en mayo de 1954— la relación de Mandela con Evelyn se deterioró, hasta el punto que ella le acusó de adulterio. Años después se probaría que él había sostenido una relación con Lillian Ngoyi, miembro del CNA, y con la secretaria Ruth Mompati con la que se dice procreó un hijo, un hecho que no ha sido comprobado. Disgustada por la conducta de su hijo, Nosekeni Fanny retornó a Transkei, mientras que Evelyn, igualmente molesta por la actividad política de Mandela, se hizo seguidora de los Testigos de Jehová.

### El Congreso Popular y el Juicio por Traición
Mandela había llegado a la conclusión que el CNA «no tenía otra alternativa que la resistencia armada», después de haber tomado parte de una fracasada protesta, en febrero de 1955, contra la demolición de Sophiatown, un suburbio de Johannesburgo poblado por entero de familias de raza negra. Por tanto, recomendó a Sisulu que solicitara armamento al gobierno de la República Popular de China, el cual —pese a que apoyaba el movimiento antiapartheid— creía que no estaban lo suficientemente preparados para una guerra de guerrillas. Para ese tiempo —junto al Congreso Indio Sudafricano, el Congreso de los Ciudadanos de Origen Mixto, el Congreso de Sindicalistas y el Congreso Sudafricano de los Demócratas—, el CNA preparó el Congreso Popular de 1955 que hizo un llamado a todos los sudafricanos para que enviasen propuestas para una etapa posapartheid. Sobre la base de las respuestas, una Carta de Libertad fue escrita por Rusty Bernstein en la que se pugnaba por la creación de un estado democrático y no racista, más la nacionalización de la industria. El documento fue aceptado en el mes de junio de 1955 durante una conferencia desarrollada en Kliptown a la que acudieron 3000 delegados, pero que fue disuelto por la policía. Pese a ello, la trascendencia del evento se mantuvo en la mente de Mandela.
Al terminar otro período de restricción legal sobre su persona en el mes de septiembre de 1955, Mandela se trasladó a Transkei para discutir las implicaciones de la Ley de Autoridades Bantú con los líderes tribales, y aprovechó la oportunidad para visitar a su madre y a Noengland antes de viajar a Ciudad del Cabo. En marzo de 1956 recibió la tercera prohibición judicial para presentarse en público, lo que le impedía moverse de Johannesburgo por cinco años, aunque siempre hallaba la manera de eludir la orden. Por otra parte, su relación matrimonial llegó a su fin, por lo que su esposa Evelyn llevó a sus hijos a vivir junto a su hermano. El proceso de divorcio inició en mayo de 1956, en el que ella alegó abuso físico sobre su persona por parte de Mandela quien negó los cargos, aparte que él demandó la custodia de los hijos. Pese a que ella retiró la demanda en noviembre, Mandela reinició el proceso en enero de 1958 y dos meses después se decretó la sentencia de divorcio que ponía la custodia de los hijos a cargo de Evelyn. Mientras se desarrollaba el juicio, Nelson comenzó a relacionarse con la trabajadora social Winnie Madikizela, con quien contrajo matrimonio en Bizana el 14 de junio de 1958. Ella se involucraría en las actividades del CNA, lo que le llevó a permanecer en la cárcel en más de una ocasión.
El 5 de diciembre de 1956, Mandela fue arrestado junto a la mayoría del comité ejecutivo del CNA por «alta traición» contra el Estado. El juicio se llevó a cabo en la prisión de Johannesburgo en medio de protestas populares, y en el que los procesados se sometieron a una audiencia para examen preliminar el 19 de diciembre en Drill Hall, antes de ser liberados bajo fianza. Los alegatos de los defensores se iniciaron el 9 de enero de 1957. Encabezados por el abogado Vernon Berrangé, el litigio continuó hasta que se suspendió en septiembre. En enero de 1958, el juez Oswald Pirow fue el elegido para llevar el caso, y en febrero decretó que había suficiente evidencia para que el juicio fuera tomado por la Corte Suprema de Transvaal. El proceso formal del llamado Juicio por Traición comenzó en la ciudad de Pretoria en el mes de agosto de 1958, en el que los defensores lograron que los tres jueces —todos ellos ligados al Partido Nacional— fueran reemplazados. Uno de los cargos fue desestimado y para el mes de octubre los acusadores cambiaron la imputación, y replantearon la versión de que los líderes del CNA habían cometido alta traición y exhortaban a una revolución violenta, cargo rebatido por los defensores.
Para el mes de abril de 1959, una facción de militantes insatisfechos con la política del CNA decidió fundar el Congreso Panafricano (PAC por sus siglas en inglés), habiendo elegido a Robert Sobukwe como su presidente. Mandela —amigo de Sobukwe— era de la opinión que los miembros de esta organización eran inexpertos. Pese a ello, tanto el PAC como el CNA realizaron una campaña en el mes de mayo de 1960, en la que quemaron los pases o salvoconductos que los africanos negros tenían obligación de portar. Una de las protestas, organizadas por el PAC, fue repelida por la policía y resultó en la muerte de 69 agitadores en la que sería conocida como la matanza de Sharpeville. Como muestra de solidaridad, Mandela quemó públicamente su propio pase mientras una revuelta estallaba a lo largo de Sudáfrica, lo que provocó que el gobierno emitiera una ley marcial. Bajo este estado de emergencia, Mandela y otros activistas fueron arrestados el 30 de marzo sin imputarles cargo alguno, y confinados en la deteriorada y sucia prisión de Pretoria, al mismo tiempo que el CNA y PAC terminaron proscritos. A los abogados de los prisioneros se les dificultó verlos, lo que motivó que el equipo de defensores del Juicio por Traición se retirase del proceso a manera de protesta. Sin embargo, los acusados se defendieron ellos mismos y fueron liberados cuando el estado de emergencia se levantó a finales del mes de agosto. Posteriormente, Mandela se encargó de organizar la Conferencia Panafricana cerca de Pietermaritzburg, Provincia de Natal, en el mes de marzo, a la que asistieron 1400 delegados antiapartheid y donde se acordó la paralización del país el 31 de mayo, el día que Sudáfrica se convirtió en república. Para el 29 de marzo de 1961, después de seis años de litigio judicial, los jueces emitieron la sentencia en la que declararon como no culpables a los imputados, lo que dejó en entredicho la actuación del gobierno.

### MK y el Partido Comunista Sudafricano

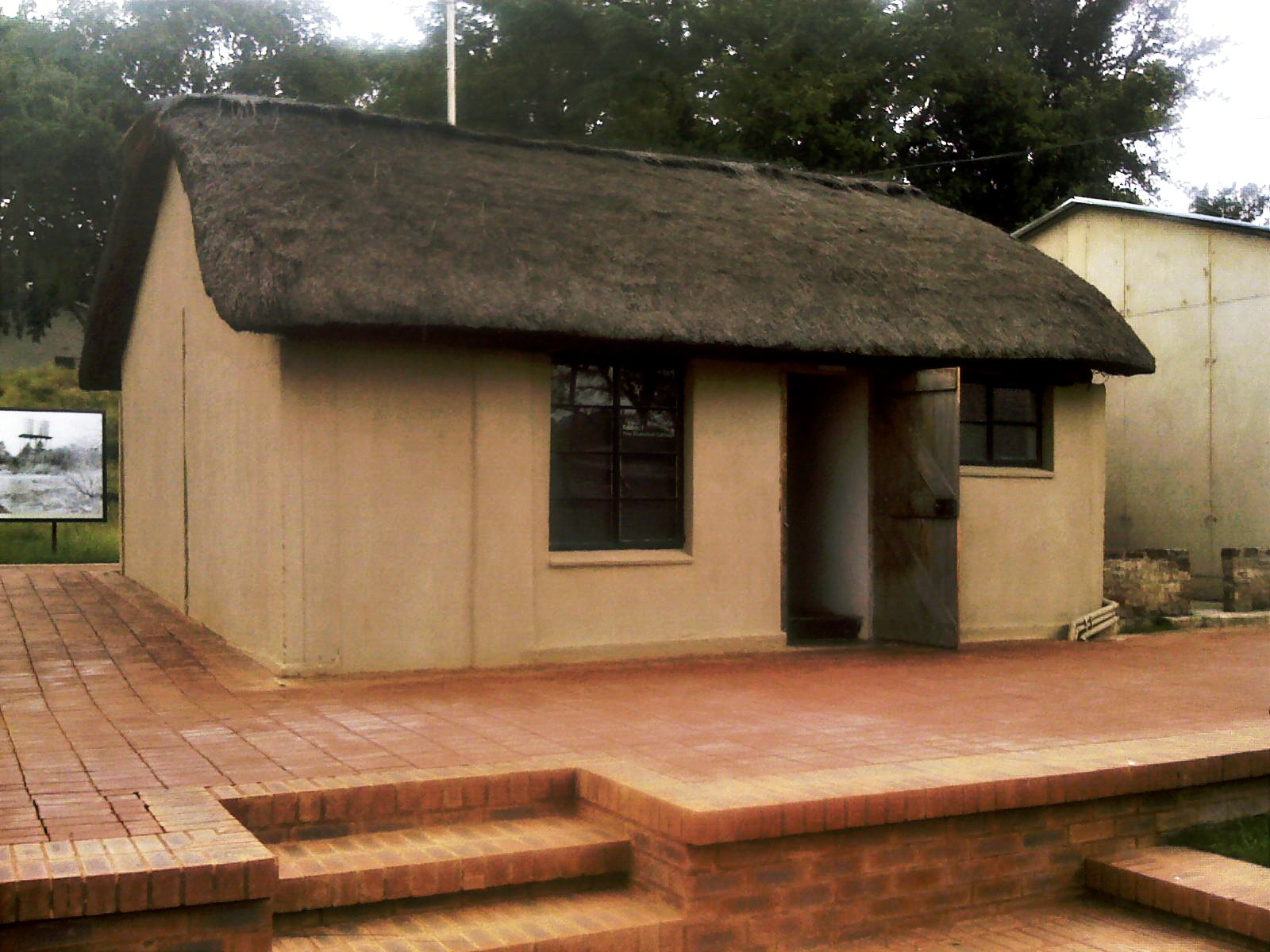
Cabaña en la Liliesleaf, donde Mandela se escondía.

Disfrazado como chofer, Mandela viajaba a través del país organizando una nueva célula política del CNA y una huelga masiva para los últimos días de mayo de 1961. En ese tiempo se le conocía como el «pimpinela negro» en la prensa del país, en alusión al personaje de la novela La pimpinela escarlata de Emma Orczy, escrita en 1905. Sin embargo, la policía ya había girado una orden de captura en su contra. Pese a ello mantenía reuniones secretas con los mismos reporteros, y después de que el gobierno había fracasado en desbaratar la huelga, él mismo advirtió que muchos activistas antiapartheid recurrirían a la violencia, entre ellos la facción radical Poqo, ala militar del PAC. De hecho, creía que el CNA debía formar su propio grupo armado, por lo que convenció de esta medida radical a otras agrupaciones aliadas y al líder del CNA, Albert Lutuli, quien, por el contrario, se oponía a cualquier acción violenta.
Inspirado en el Movimiento 26 de Julio de Fidel Castro, en 1961 Mandela fue cofundador de Umkhonto we Sizwe (La lanza de la Nación, conocida también por las siglas MK), junto a líder del SACP Joe Slovo y también Walter Sisulu. Como cabecilla del grupo, comenzó a instruirse de literatura clandestina sobre guerra de guerrillas de autores como Mao Zedong y Ernesto «Che» Guevara. Aunque la organización nació separada del CNA, en años posteriores la MK se convirtió en su brazo armado. Entre los miembros originales se encontraban comunistas de raza blanca, y tras esconderse en el departamento del comunista Wolfie Kodesh en Berea, Mandela se trasladó a la granja Liliesleaf en Rivonia donde se reunió con Raymond Mhlaba, Joe Slovo y Rusty Bernstein quienes escribieron la constitución de la MK.

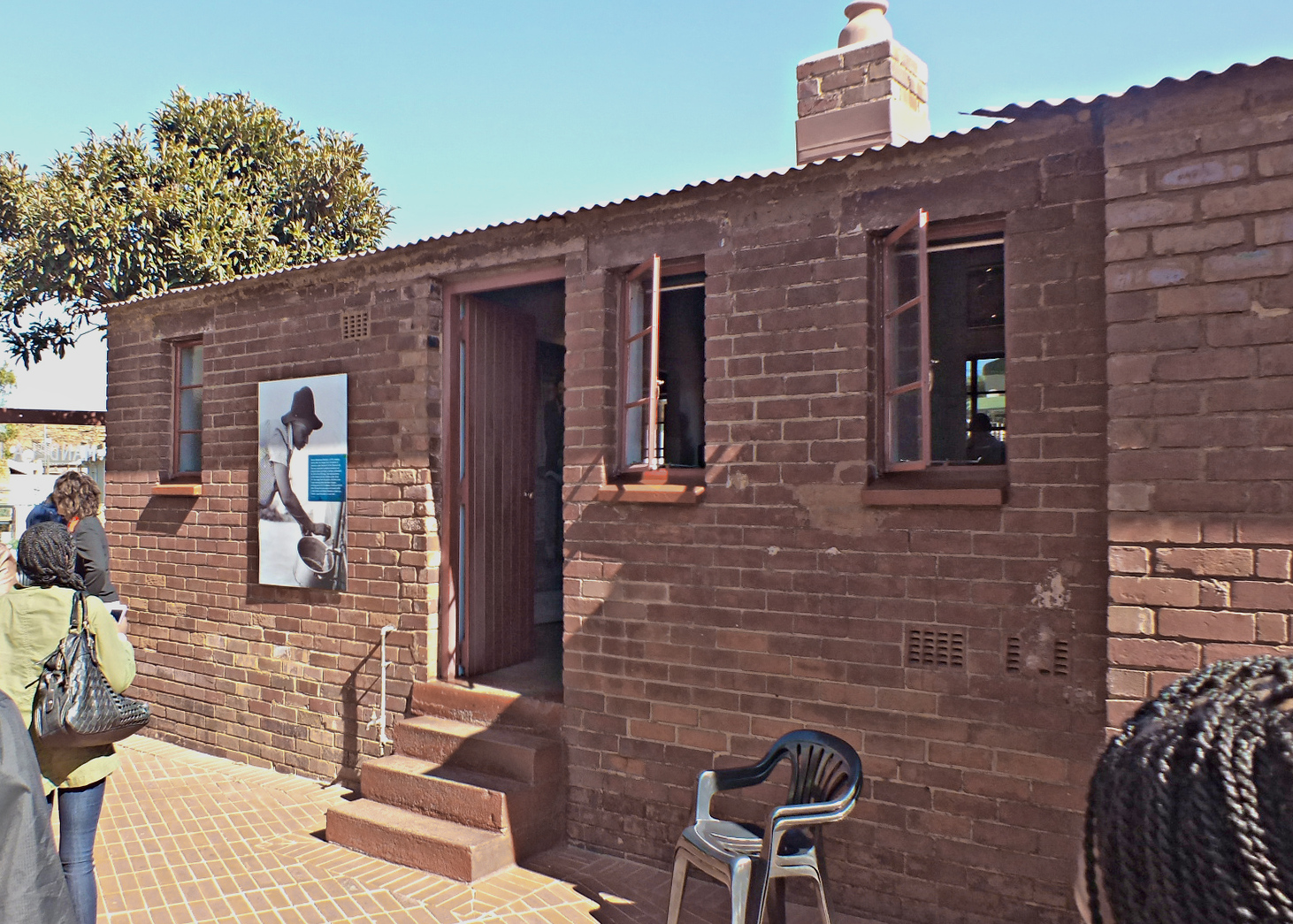
Casa de Mandela ubicada en Soweto, Johannesburgo.

Por su parte, y a través de la organización de células, MK aceptó realizar acciones de sabotaje, aunque procurando el mínimo de víctimas para presionar al gobierno. Las operaciones incluirían explosiones en instalaciones militares, plantas nucleares, líneas telefónicas y sistema de caminos, lo que sería ejecutado por la noche para evitar las multitudes. El mismo Mandela aseveraba que habían escogido el sabotaje no solo porque era la opción que provocaba el menor número de daños, sino porque «evitaba la pérdida de vidas [y] era la mejor manera para buscar la reconciliación entre las diferentes razas en los años venideros». También apuntaba que había «estrictas órdenes a los miembros de MK para evitar la pérdida de vidas», aunque si esto fallaba, MK recurriría a «la guerra de guerrillas y al terrorismo». Tras la noticia de que Albert Lutuli había sido galardonado con el Premio Nobel de la Paz, la MK proclamó su existencia y anunció la explosión de 57 bombas en la festividad del Día del Juramento (16 de diciembre de 1961), a lo que siguieron otras emboscadas el último día del año.
Para ese tiempo, el CNA dispuso enviar a Mandela como delegado al Encuentro Panafricano por la Libertad del Este, Centro y Sur de África (PAFMECSA por sus siglas en inglés) en febrero de 1962, el cual tendría lugar en Adís Abeba (Etiopía). Dicho viaje lo realizó en secreto, pero logró conocer al emperador Haile Selassie I frente a quien pronunció un discurso en el encuentro. Posteriormente se trasladó a El Cairo, Egipto, donde se admiró de las reformas políticas del presidente Gamal Abdel Nasser, y después se desplazó a la ciudad de Túnez donde el presidente Habib Bourguiba le donó 5000 libras esterlinas para comprar armamento. Continuó el periplo en Marruecos, Malí, Sierra Leona y Senegal, y recibió dinero de los presidentes William Tubman de Liberia y Ahmed Sékou Touré de Guinea. En rumbo a Londres, conoció a otros activistas contra el apartheid, así como periodistas y reconocidos políticos de izquierda. Cuando retornó a Etiopía, inició un curso de guerra de guerrillas por seis meses de los que completó únicamente dos al ser demandado su retorno en Sudáfrica.

## Prisión

### Arresto y el Proceso de Riviona
El 5 de agosto de 1962, la policía capturó a Mandela junto a Cecil Williams cerca de Howick. Varios han sido los sospechosos de haber informado a la policía del lugar donde se encontraba Mandela, entre ellos el periodista G. R. Naidoo, individuos de raza blanca del Partido Comunista Sudafricano y la misma CIA, aunque Mandela nunca consideró creíbles estas aseveraciones y por el contrario atribuyó su arresto a su propio descuido. Acerca de la CIA, el biógrafo oficial de Mandela, Anthony Sampson, ha sostenido que esa conjetura «no ha tenido fundamento». Una vez preso en Johannesburgo en la prisión Marshall Square, fue acusado de incitar a la huelga de los trabajadores y dejar el país sin permiso alguno. Él mismo se defendió y eligió a Slovo como su asistente legal, y pretendió utilizar el juicio como una forma de «oposición moral del CNA al racismo». Asimismo, contaba con demostraciones de apoyo a su persona fuera de las instalaciones de los juzgados. Al ser trasladado a Pretoria, donde Winnie logró visitarle, inició estudios por correspondencia para obtener el título de licenciado en Derecho de la Universidad de Londres. La audiencia inicial se llevó a cabo el 15 de octubre, la cual se vio alterada por la decisión de Mandela de vestir el atuendo tradicional kaross; además, se negó a llamar testigos y se dio a la tarea de cambiar sus alegatos por un discurso político. Al final del juicio fue hallado culpable y sentenciado a cinco años de prisión. En tanto, mientras dejaba la sala sus partidarios cantaban el himno Nkosi Sikelel' iAfrika.
| He anhelado el ideal de una sociedad libre y democrática en la que todas las personas vivan juntas en armonía y con igualdad de oportunidades. Es un ideal por el que espero vivir y que espero lograr. Pero si es necesario, es un ideal por el que estoy dispuesto a morir. —Nelson Mandela, fragmento del discurso en el Proceso de Rivonia. |

El 11 de julio de 1963, la policía allanó la granja Liliesleaf en la que procedieron a arrestar a sus ocupantes y se decomisó papelería relacionada con las actividades de la MK, donde en ciertos documentos se mencionaba a Mandela. Esta investigación fue el origen del Proceso de Rivonia que tuvo lugar en la corte suprema de Pretoria desde el día 9 de octubre, en el que Mandela —ya preso y junto a otros partidarios— fue acusado de cuatro cargos de sabotaje y conspiración para derrocar al gobierno. Su principal acusador era Percy Yutar, quien pidió la pena de muerte para los inculpados. El juez Quartus de Wet desestimó las pretensiones por insuficiencia de pruebas, pero Yutar cambió las acusaciones y presentó nuevas evidencias entre el mes de diciembre de 1963 y febrero de 1964, periodo en el que se demandó la presencia de 173 testigos, así como se presentó abundante prueba documentada y fotográfica. Ante el tribunal pronunció su último discurso en libertad donde diría: «Siempre he atesorado el ideal de una sociedad libre y democrática en la que las personas puedan vivir juntas en armonía y con igualdad de oportunidades. Es un ideal para el que he vivido. Es un ideal por el que espero vivir, y si es necesario, es un ideal por el que estoy dispuesto a morir».
Con la excepción de James Kantor, quien fue declarado inocente de todos los cargos, Mandela y los otros acusados admitieron el sabotaje pero negaron que hubieran pretendido lanzar una guerra de guerrillas contra el gobierno. De hecho, en el juicio resaltaron su actividad política. Al inicio de los alegatos de la defensa, Mandela pronunció un discurso de tres horas (conocido con el título Estoy preparado para morir), inspirado en el propio de Fidel Castro La historia me absolverá. Este alegato fue difundido en la prensa escrita pese a la censura oficial, y ha sido reconocido como uno de sus mejores discursos. El juicio llamó la atención de la comunidad internacional, y hubo llamados para la liberación de los acusados desde instituciones como las Naciones Unidas y el Consejo Mundial de la Paz. En Londres, los estudiantes de la University College eligieron a Mandela como su presidente honorario, y se realizaron vigilias en su honor en la catedral de San Pablo. Por el contrario, el gobierno sudafricano consideraba a Mandela y sus partidarios como violentos saboteadores con ideas comunistas, y el 12 de junio de 1964 el juez Quartus de Wet encontró a Mandela y dos de sus cómplices culpables de los cuatro cargos, por lo que les sentenció a cadena perpetua.

### Prisionero en la isla Robben

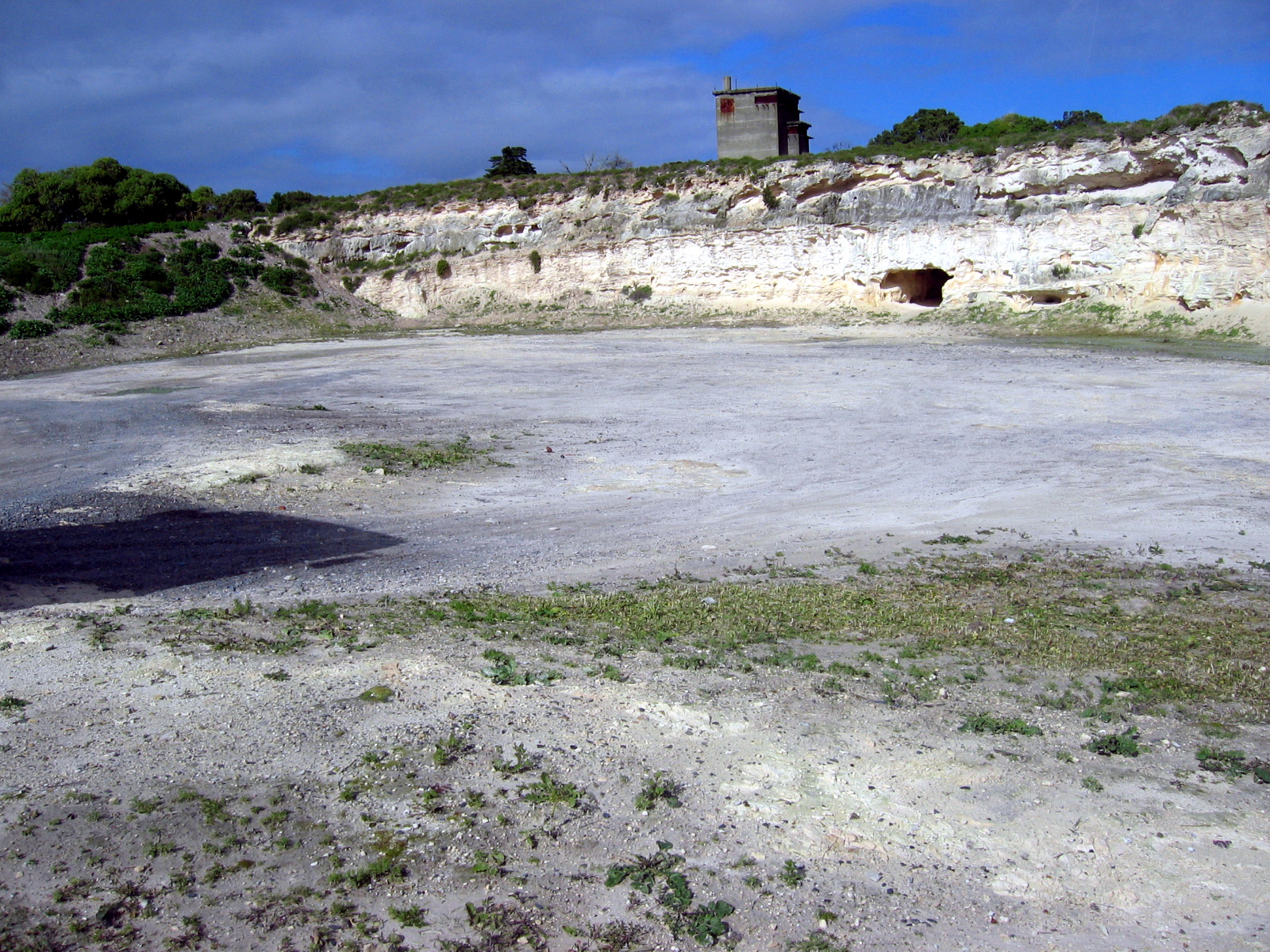
Mina de cal en la isla Robben donde Mandela y otros prisioneros fueron sometidos a trabajos forzados.

Mandela y los otros sentenciados fueron trasladados desde Pretoria a la prisión ubicada en la isla Robben, donde permanecerían por dieciocho años. Él se encontraba aparte de los reos comunes ubicados en la sección B, y fue confinado en una celda húmeda de 2,4 m de alto por 2,1 m de ancho con una estera de palma para dormir. Los prisioneros del Proceso de Rivonia trabajaban picando piedra para obtener grava, y eran constantemente agobiados por los insultos verbales y agresiones físicas de los guardias, todos de raza blanca; hasta que fueron transferidos a una mina de cal. Al principio a Mandela no se le permitía usar gafas de sol, por lo que el resplandor de la cal le dañó su visibilidad. Por la noche continuaba sus estudios de Derecho, pero tenía prohibido leer periódicos y en varias ocasiones fue castigado con régimen de aislamiento por poseer recortes de noticias. De hecho, era clasificado como un prisionero clase D, el menor de los grados en la prisión y se le permitía recibir una visita y una carta cada seis meses, aunque el correo estaba bajo censura.
Sin embargo, los prisioneros políticos tomaron parte de huelgas de hambre para mejorar las condiciones de la prisión, en lo que se consideraba una forma continuar la lucha antiapartheid, pese a que Mandela lo consideraba inútil. Además, los prisioneros pertenecientes al CNA eligieron a Mandela, Sisulu, Govan Mbeki y Raymond Mhlaba como una especie de «comisión de notables», y el mismo Mandela se hizo parte de un grupo que representaba a todos los prisioneros políticos en la isla, por lo que estableció comunicación con miembros del PAC y el Club Yu Chi Chan. De igual forma tomó parte de lo que se llamó la «Universidad de la isla Robben» donde los prisioneros daban a conocer sus puntos de vista propios de su campo de conocimiento, aparte que se debatían temas como la homosexualidad y la política, esta última que derivó en intensas discusiones con los marxistas, entre ellos Mbeki y Harry Gwala. Por otro lado, asistía a las escuelas dominicales cristianas donde de paso aprendió sobre el islam. También estudió la lengua afrikáans, con lo que esperaba fomentar el mutuo respeto con los guardias y atraerlos a su causa.
Pese a estar en prisión, Mandela recibió la visita de reconocidas personalidades sudafricanas. La más importante de ellas fue la representante del parlamento Helen Suzman del Partido Progresista, quien daba su apoyo a su causa fuera del presidio. En septiembre de 1970 sostuvo un encuentro con Dennis Healey, miembro del parlamento británico y parte del Partido Laborista. El ministro de justicia de Sudáfrica, Jimmy Kruger, le visitó en diciembre de 1974, pero al parecer ambos no congeniaron. Su madre le visitó en 1968 pero murió poco después, y su hijo primogénito Thembi falleció en un accidente automovilístico el año siguiente. Sin embargo, no se le permitió asistir a los funerales de ambos. A su esposa le era permitido visitarle en ocasiones, aunque ella caía en prisión regularmente por su actividad política; y sus hijas le vieron por primera vez en diciembre de 1975. Winnie salió de prisión en 1977 pero fue obligada a domiciliarse en Brandfort, lo que le impidió visitarle.
Desde 1967 las condiciones de la prisión mejoraron. A los prisioneros de raza negra les fue permitido vestir pantalones largos en vez de pantalones cortos; y se les autorizó practicar actividades lúdicas y la calidad de comida fue mejor. Tiempo después, Mandela comentaría que el fútbol les había hecho «sentirse llenos de vida y muy alegres pese a la situación en que se encontraban».
Para 1969 se urdió un plan de escape para Mandela por parte de su amigo Gordon Bruce, pero se descartó porque habían sido infiltrados por un agente de la Oficina de Seguridad del Estado, quien pretendía que Mandela fuera baleado durante el escape. Para 1970 el comandante Piet Badenhorst tomó el control de la prisión, lo que incrementó el abuso físico y verbal, pero Mandela se quejó ante las autoridades judiciales que visitaban la isla y terminaron trasladando a Badenhorst. Este fue reemplazado por el comandante Willie Willemse quien fomentó una relación provechosa con Mandela, y estaba dispuesto a mejorar aún más las condiciones del presidio.
Para el año 1975 Mandela ya era considerado un prisionero de clase A, lo que le permitía tener muchas visitas, entre los que se encontraban Mangosuthu Buthelezi y Desmond Tutu, y también recibía correspondencia regularmente. Ese año, comenzó a escribir su autobiografía, la cual envió a escondidas a Londres, aunque permaneció varios años sin publicarse. Sin embargo, las autoridades del presidio encontraron varias páginas escritas, lo que provocó que su privilegio en cuanto al estudio se suspendiera por cuatro años. Esta privación motivó que dedicara su tiempo libre a la jardinería y a leer, hasta que retomó sus estudios para la Licenciatura en Derecho en 1980.
A finales de los años 1960, la fama de Mandela había sido opacada por Steve Biko y el Movimiento de Conciencia Negra (BCM por sus siglas en inglés). El BCM consideraba al CNA ineficiente, por lo que convocó a la militancia activa, aunque después los disturbios de Soweto de 1976 muchos partidarios del BCM terminaron presos en la isla Robben. Mandela trató de relacionarse con estos jóvenes de ideas radicales, pese a que era muy crítico de sus posturas y su antipatía por los activistas antiapartheid de raza blanca. Para cuando cumplió 60 años de edad, el interés de la comunidad internacional por su situación se restableció. De hecho, se le condecoró con un doctorado honorario en Lesoto, el Premio Jawaharlal Nehru de la India en 1979 y las Llaves de la ciudad de Glasgow, Escocia, en 1981. Para el mes de marzo de 1980 el eslogan «¡Liberen a Mandela!» se lanzó por el periodista Percy Qoboza, lo que incitó a una campaña internacional liderada por el Consejo de Seguridad de las Naciones Unidas para su liberación. Pese a esta presión internacional, el gobierno se negaba a su excarcelación y buscaba el apoyo de sus aliados entre los que se encontraban el presidente estadounidense Ronald Reagan y la primera ministra británica Margaret Thatcher; quienes respaldaban la eliminación del CNA.

### En la prisión de Pollsmoor

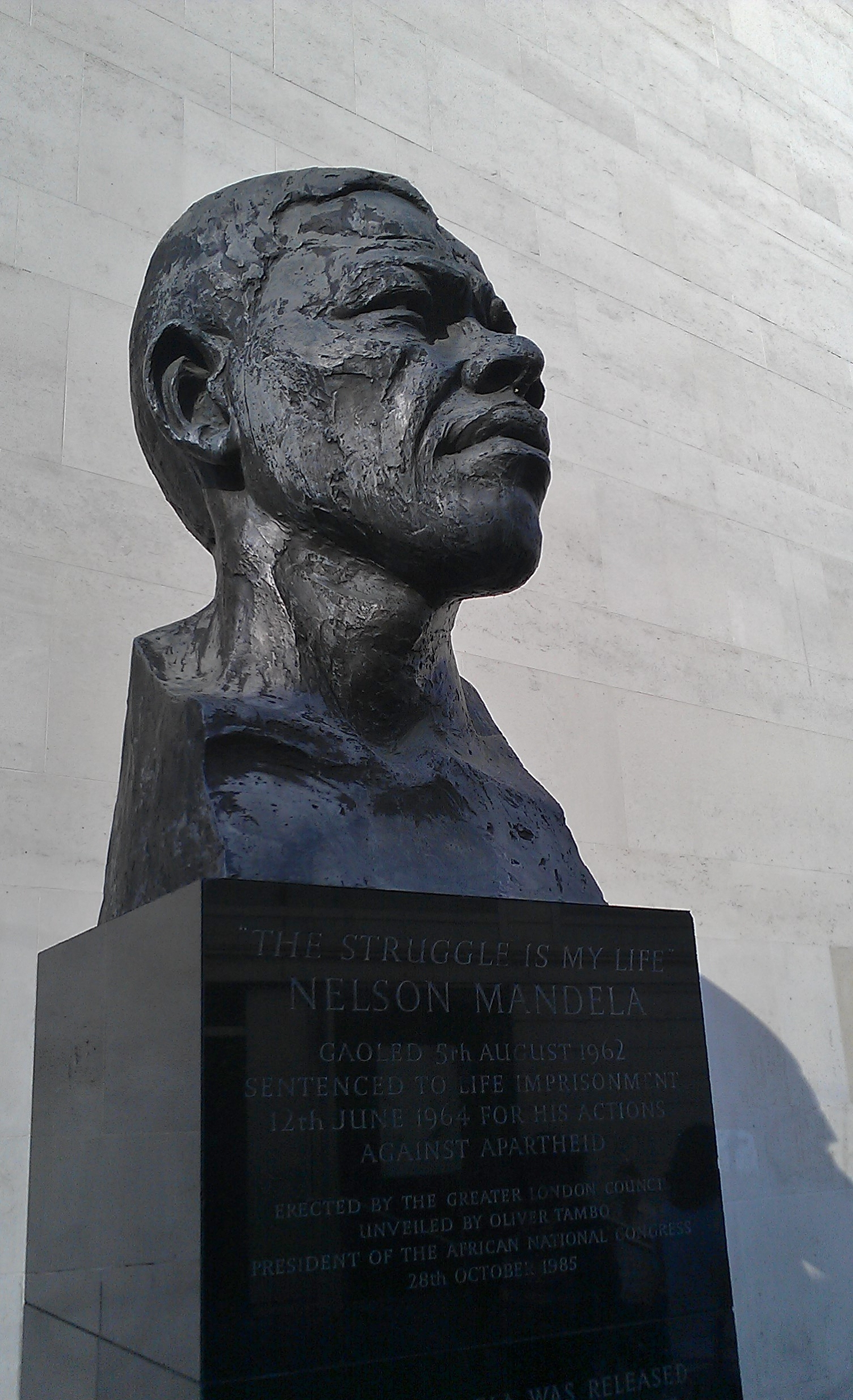
Busto de Mandela en South Bank, Gran Londres, erigido en la administración de Ken Livingstone en 1985.

En el mes de abril de 1982, Mandela fue trasladado a la prisión de Pollsmoor en Tokai, un suburbio de Ciudad del Cabo, junto Walter Sisulu, Andrew Mlangeni, Ahmed Kathrada y Raymond Mhlaba; quienes creían que estaban siendo aislados para evitar su influencia en los prisioneros más jóvenes. Las condiciones en Pollsmoor eran mejores que en la isla Robben, aunque Mandela extrañaba el compañerismo y el espacio natural alrededor de la isla. Además congenió con el alcaide de Pollsmoor, el brigadier Munro, quien le permitió organizar un techo con jardín, aparte que incrementó la lectura y la recepción y envío de correspondencia, ya que se le permitía despachar 52 cartas al año. En Pollsmoor fue elegido como padrino del Frente Democrático Unido (UDF por sus siglas en inglés), de carácter multirracial, que se fundó para combatir las reformas a la constitución sudafricana de 1983 implementadas por el presidente Pieter Willem Botha. En estas reformas, el Partido Nacional había permitido el voto de los coloureds y los hindúes para elegir sus propios parlamentos, quienes podían legislar sobre educación, salud y vivienda, pero los negros africanos estaban excluidos de este nuevo régimen. La UDF y Mandela compartían la opinión que dichas reformas eran una manera de dividir al movimiento antiapartheid.
Para este tiempo, la violencia en Sudáfrica se había incrementado, por lo que muchos temían una guerra civil. De hecho, y bajo la presión internacional, los bancos multinacionales detuvieron las inversiones en el país, lo que provocó una desaceleración de la economía. Estas mismas entidades, y personalidades como Margaret Thatcher que ya había cambiado su postura,[cita requerida] exhortaron por la liberación de Mandela quien se encontraba en la cúspide de su fama alrededor del mundo, con el objetivo de atenuar la tensa situación política. Pese a que le consideraba como un «marxista recalcitrante», en el mes de febrero de 1985 el presidente Botha ofreció su liberación con la condición de que «rechazara incondicionalmente la violencia como una opción política». Mandela se negó a la propuesta, y dio a conocer su planteamiento por medio de su hija Zindzi en la que afirmó «¿Cual libertad me ofrecéis mientras el CNA se encuentra proscrito? Solo los hombres libres pueden negociar. Un prisionero no lo puede hacer».
En 1985 se sometió a una cirugía por agrandamiento de la próstata, antes de ser trasladado a una celda ubicada en el primer piso. Allí sostuvo reuniones con siete personalidades que conformaban una delegación internacional que trataba establecer negociaciones con el gobierno, pero Botha rehusaba cooperar; de hecho, en el mes de junio declaró el estado de emergencia y realizó un despliegue policial para someter cualquier revuelta. El movimiento antiapartheid respondió a las acciones del gobierno: el CNA cometió 231 sabotajes en 1986, y 235 en 1987. Por medio de la fuerza armada y paramilitares de extrema derecha para combatir a la resistencia, el gobierno patrocinó en secreto al movimiento nacionalista zulú conocido como Partido de la Libertad Inkatha para contrarrestar al CNA, lo que incrementó la violencia. Pese a todo, Mandela solicitó un encuentro con Botha, lo que le fue negado, aunque en secreto se entrevistó con el ministro de justicia Kobie Coetsee en 1987, el primero de once encuentros en los siguientes tres años. El mismo Coetsee organizó las negociaciones entre Mandela y una representación gubernamental de cuatro personalidades a partir de 1988; dicha representación aceptó la liberación de los prisioneros políticos y la legalización del CNA con la condición de que renunciaran a la violencia, se distanciaran del Partido Comunista Sudafricano y cesaran de proponer la instauración de la regla de la mayoría. Mandela rehusó estas condiciones, e insistió en que el CNA terminaría la lucha armada si el gobierno renunciase a la violencia sobre la población.
Pero a finales de 1987 y principios de 1988 sucedió algo inesperado en la frontera con Namibia. Fuerzas del FAPLA y de la URSS lanzan la Operación Saludando a Octubre con el fin de arrinconar a la UNITA de Jonás Savimbi, aliado de Sudáfrica y Estados Unidos en el sur de Angola. El alto mando sudafricano se dio cuenta del peligro que corría su aliado y, por dicha razón, su frontera con Namibia, paso de los miembros de Lanza de la Nación y de SWAPO hacia localidades namibias administradas por Pretoria. Para evitarlo intervino directamente en el conflicto para exterminar varias de las mejores y más armadas unidades del FAPLA. Pero finalmente fueron derrotados por Cuba,. Debido al bloqueo, Pretoria no podía modernizar su ejército y corría el riesgo de no poder defender su territorio. En palabras de Robert Ross (2006, p. 195) Sudáfrica había perdido la guerra exterior. Para conseguir ayuda de las naciones occidentales debía dar síntomas de arreglar su problema con el racismo y uno de dichos síntomas era el trato dispensado a Nelson Mandela.
El cumpleaños número 70 de Mandela atrajo la atención internacional. Particularmente destacó el concierto Tributo a Nelson Mandela por sus 70 años que se llevó a cabo en el estadio de Wembley en Londres. Por el contrario, y aunque se le consideraba como un héroe alrededor del mundo, los problemas personales volvieron a presentarse cuando los líderes del CNA le informaron que Winnie se había puesto al frente de una banda criminal conocida como «Mandela United Football Club», responsable de torturar y matar a opositores —incluidos niños— en Soweto. Pese a que hubo quienes le recomendaron el divorcio, él decidió mantener el matrimonio hasta que ella fuera declarada judicialmente culpable.

### En la prisión de Victor Verster y liberación

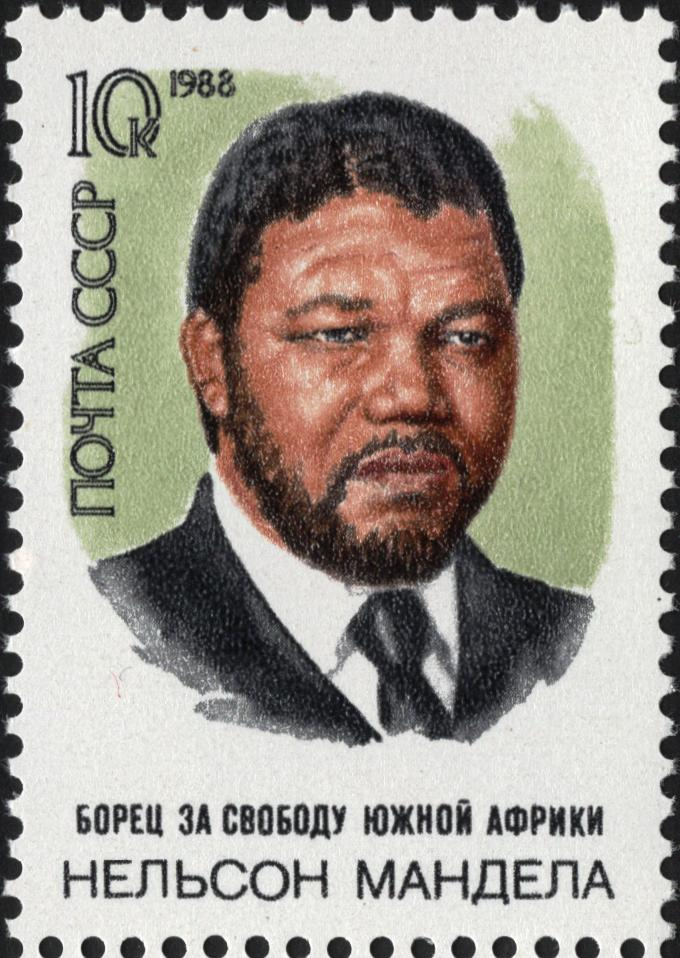
«Nelson Mandela-Luchador por la Libertad en Sudáfrica», así se lee en lengua rusa en esta estampilla conmemorativa de la Unión Soviética de 1988.

Después de recuperarse de un ataque de tuberculosis acentuado por la humedad de su celda, en diciembre de 1988 Mandela fue trasladado a la prisión de Víctor Verster cerca de Paarl. Allí habitó con las comodidades de un guardia de seguridad, ya que tenía un cocinero a su servicio y disponía de tiempo para completar sus estudios. Además se le permitió recibir visitas, tales como el activista antiapartheid y viejo conocido, Harry Schwarz. También sostuvo comunicación en secreto con Oliver Tambo, que se encontraba en el exilio. Para 1989 Botha sufrió una apoplejía, y pese a que retuvo la presidencia del país, decidió retirarse como el líder del Partido Nacional y fue reemplazado por Frederik de Klerk. En el ínterin, y de forma sorpresiva, Botha invitó a Mandela a una reunión en el mes julio y de paso tomar el té, algo que el mismo Mandela consideró un gesto formidable. Botha fue reemplazado como presidente por De Klerk seis semanas después. El nuevo mandatario creía que el apartheid era insostenible, por lo que liberó incondicionalmente a todos los prisioneros del CNA, excepto a Mandela. Con la caída del muro de Berlín en noviembre de 1989, De Klerk convocó a su gabinete a un debate que pondría en discusión la legalización del CNA, y la posterior liberación de Mandela. Pese a que algunos se oponían al plan de forma tajante, De Klerk se encontró con Mandela en diciembre para discutir sobre la situación política, un encuentro que ambos consideraron muy amigable y que fue el preludio de la excarcelación sin condición alguna, junto a la legalización de los partidos políticos clandestinos el 2 de febrero de 1990. Poco después, se autorizó que las fotografías de Mandela se publicasen en los medios del país por primera vez en veinte años.
Al dejar la prisión de Víctor Verster el 11 de febrero, Mandela sostuvo la mano de Winnie en frente de las multitudes y la prensa. El acontecimiento se transmitió a nivel mundial. Posteriormente fue trasladado a la alcaldía de Ciudad del Cabo a través de la muchedumbre, y dio un discurso en el que declaró su compromiso para mantener la paz y la reconciliación con la minoría de raza blanca, aunque dejó en claro que la lucha armada del CNA no estaba terminada y continuaría como una «forma de acción defensiva contra la violencia del apartheid». De igual manera, expresó su esperanza que el gobierno concertaría una negociación, «para dejar de una vez por todas el conflicto armado», e insistió en que su objetivo principal era traer la paz a la mayoría de población de raza negra y darles el derecho de votar en elecciones generales y locales. En los días siguientes, mientras vivía en el hogar de Desmond Tutu, se entrevistó con amigos, activistas y la prensa, así como realizó otro discurso ante 100 000 personas en el estadio Soccer City de Johannesburgo.

## Fin delapartheid

### Primeras negociaciones

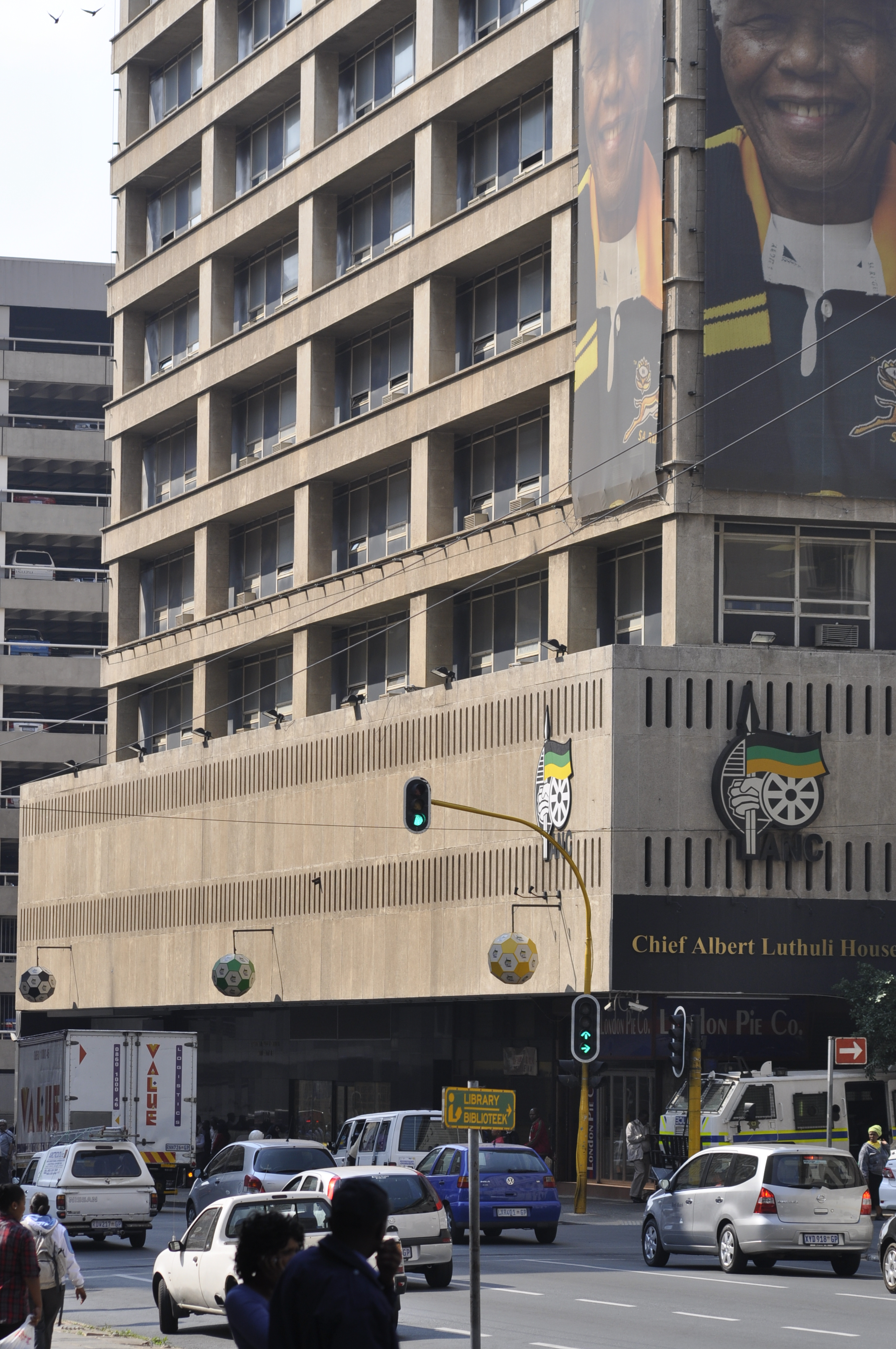
La residencia Lutuli en Johannesburgo, que se convirtió en la sede principal del CNA en 1991.

Mandela realizó un viaje a lo largo y ancho de África, en el que se reunió con simpatizantes y políticos en Zambia, Zimbabue, Namibia, Libia y Argelia, y continuó en Suecia donde se encontró con Oliver Tambo, y después partió a Londres donde se hizo presente en el concierto Nelson Mandela: Tributo internacional para una Sudáfrica libre que tuvo lugar en el estadio de Wembley. En esa travesía, instó a los gobiernos a que apoyasen las sanciones contra el gobierno proapartheid: en Francia fue recibido por el presidente François Mitterrand; en la Ciudad del Vaticano por el papa Juan Pablo II; y en el Reino Unido por Margaret Thatcher. En los Estados Unidos se reunió con el presidente George H. W. Bush, pronunció discursos en ambas cámaras del Congreso y visitó ocho ciudades, siendo recibido con entusiasmo por la comunidad afrodescendiente. En Cuba visitó al presidente Fidel Castro, de quien fue ferviente admirador y cuya relación terminó en amistad. También visitó al presidente R. Venkataraman de la India; al presidente Suharto de Indonesia; al primer ministro Mahathir Mohamad de Malasia; al primer ministro Bob Hawke de Australia, y asimismo pasó por Japón; no logró visitar la Unión Soviética, estado que históricamente había apoyado al CNA.
En el mes de mayo de 1990, encabezó una delegación multirracial del CNA para iniciar las negociaciones con la respectiva delegación gubernamental compuesta por once ciudadanos afrikáners. En las reuniones, Mandela se distinguió por su conocimiento de la historia afrikáner, y las conversaciones derivaron en el Acta de Groot Schuur, en la que el gobierno levantó el estado de emergencia. En agosto, Mandela —reconociendo la desventaja militar del CNA— ofreció un cese al fuego en el Acta de Pretoria, lo que fue muy criticado por los miembros del MK. De hecho, le tomó mucho tiempo tratar de unificar y reconstruir el CNA, por lo que se le vio en asambleas como en la Conferencia de Johannesburgo a la que asistieron 1600 personas, muchas de las cuales le encontraron con una actitud más moderada que la esperada. En la conferencia nacional del CNA del mes de julio de 1991 en Durban, Mandela admitió los errores de la organización y anunció que su objetivo era cimentar una «organización fuerte y eficiente» para lograr hacer realidad el establecimiento de la regla de la mayoría en el país. En dicha conferencia resultó elegido como el presidente del CNA en reemplazo de Tambo, y un consejo ejecutivo compuesto de cincuenta personalidades de diferentes razas fue adoptado.
A Mandela se le asignó una oficina en las nuevas instalaciones del CNA en la residencia Lutuli, ubicadas en el centro de Johannesburgo, y se mudó con Winnie a una amplia casa en Soweto. Precisamente, la relación matrimonial se encontraba en un momento tenso cuando se enteró de la relación extramarital de Winnie con Dali Mpofu, aunque le brindó apoyo en el juicio que enfrentó su esposa por secuestro y agresión. Por otra parte, obtuvo apoyo económico para la defensa judicial de Winnie a través del Fondo Internacional de Ayuda para Sudáfrica y del líder libio Muammar Gaddafi; pero en el mes de junio de 1991 ella fue declarada culpable y sentenciada a seis años de prisión, pena que fue reducida a dos años tras una apelación. El 13 de abril de 1992 Mandela anunció su separación de Winnie. El mismo CNA la forzó a dimitir del consejo nacional por haberse apropiado indebidamente de fondos; tras estos incidentes, Mandela se mudó al suburbio de Houghton en Johannesburgo, habitado en su mayoría por vecinos de raza blanca. Sin embargo, su reputación se vio deteriorada por el incremento de la violencia entre su misma gente, específicamente entre los miembros del CNA y los partidarios de Inkatha en la provincia de KwaZulu-Natal, en la que murieron miles de personas. Ante esto, se reunió con el líder de Inkatha, Mangosuthu Buthelezi, pero el CNA le impidió seguir con las pláticas. De hecho, Mandela reconoció la existencia de una «tercera fuerza» en Sudáfrica que el servicio de inteligencia del país apoyaba para incrementar la «matanza entre la población» y acusó a De Klerk —de quien desconfió más que nunca— por la masacre de Sebokeng. Para el mes de septiembre de 1991, se realizó una conferencia por la paz en Johannesburgo en el que Mandela, Buthelezi y De Klerk firmaron un acuerdo de paz, pese a que los hechos de violencia continuaban.

### CODESA
La Convención por una Sudáfrica Democrática (CODESA por sus siglas en inglés) se inició en diciembre de 1991 en el World Trade Center de Johannesburgo, a la que asistieron 228 delegados de 19 partidos políticos. Pese a que Cyril Ramaphosa encabezó la delegación del CNA, Mandela se mantuvo como la figura principal, y después que De Klerk utilizó el discurso final para condenar la violencia del CNA, él denunció también a De Klerk como el «cabecilla de un régimen ilegítimo y desacreditado». Pocos acuerdos se alcanzaron en esa reunión dominada por los partidarios del Partido Nacional y el CNA. Una segunda convención (CODESA 2) se llevó a cabo en el mes de mayo de 1992, donde De Klerk insistió en que una etapa posapartheid en Sudáfrica debería instalarse bajo un sistema federal con una presidencia rotativa para asegurar la protección de las minorías étnicas; Mandela se opuso a esta propuesta, y demandó un estado unitario gobernado por la mayoría. Tras la masacre de Boipatong en la que murieron activistas del CNA asesinados por militantes de Inkatha con el apoyo gubernamental, Mandela finalizó las negociaciones, antes de asistir a una reunión de la Organización de Unidad Africana en Senegal, donde convocó a una sesión del Consejo de Seguridad de las Naciones Unidas en la que propuso que una fuerza de paz se desplegara en Sudáfrica para prevenir el «terrorismo de Estado». Las Naciones Unidas delegaron al enviado especial Cyrus Vance a este país para ayudar a las negociaciones. Sin embargo, el CNA convocó a una gran movilización para el mes de agosto que terminó en la mayor huelga en la historia sudafricana, y en la que se desarrolló una marcha en Pretoria.

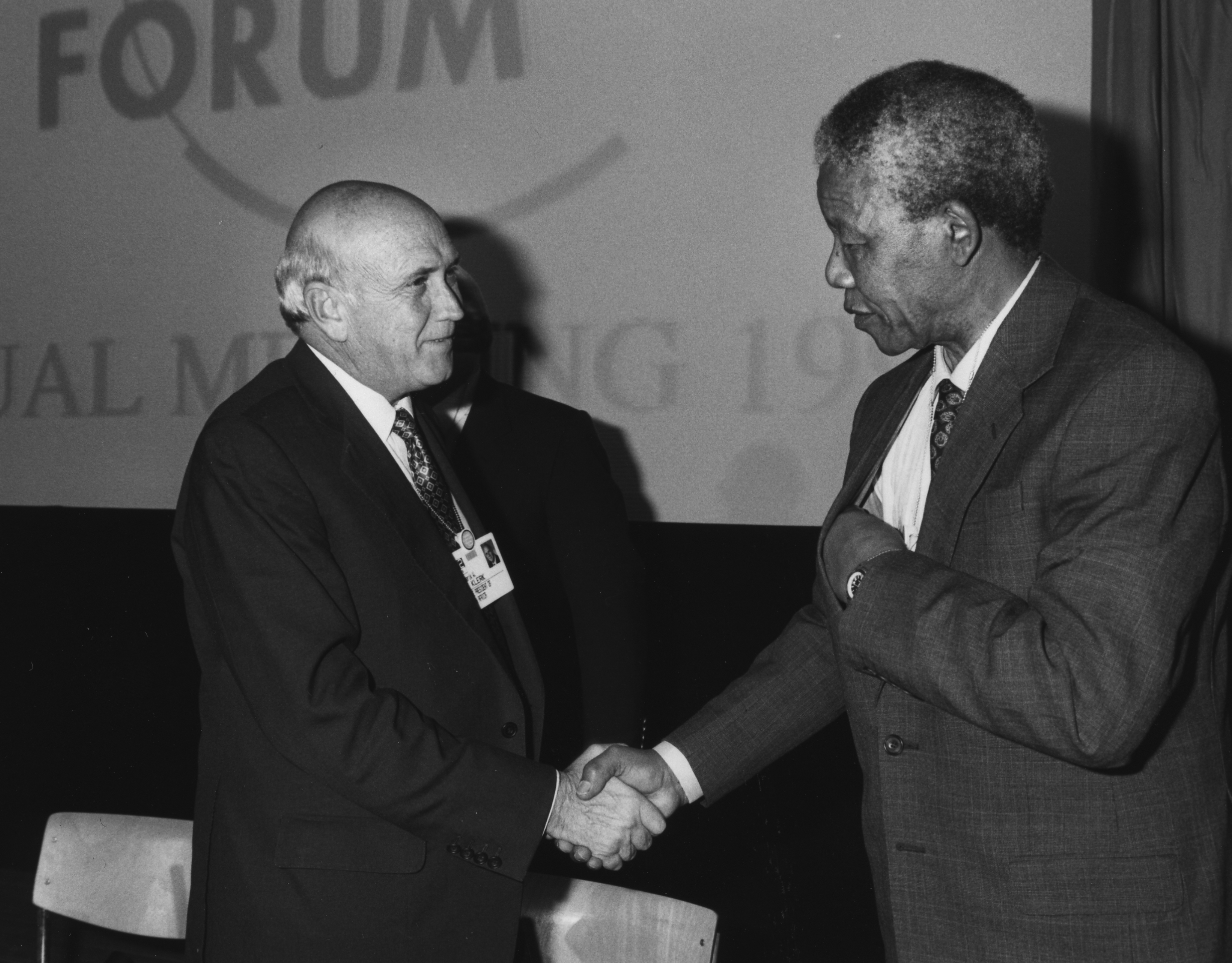
Frederik de Klerk y Mandela en el Foro Económico Mundial de 1992.

Tras la masacre de Bhisho, en la que 28 partidarios del CNA y un soldado murieron baleados por la Fuerza de Defensa de Ciskei en medio de una marcha, Mandela se dio cuenta de que las movilizaciones provocaban más violencia, y reanudó las negociaciones en septiembre. Acordó hacerlo con la condición de que todos los prisioneros políticos se liberaran; que las armas tradicionales de los zulú se prohibieran; y que los albergues para trabajadores zulú se pusieran bajo vigilancia. Estas dos últimas demandas tenían como objetivo evitar más ataques por parte de Inkatha. Bajo presión, De Klerk asintió. En la negociación se pactó la realización de elecciones generales que incluyeran a todas las etnias, lo que resultaría en un gobierno de coalición y una Asamblea Constitucional que garantizaría al Partido Nacional mantener su influencia en la política sudafricana. Por su parte, el CNA se comprometió a respetar las plazas de los burócratas de raza blanca. Estas concesiones provocaron muchas críticas en el seno de la organización. Ambos acordaron además la proclamación de una constitución interina que garantizaría la separación de poderes, la creación de una corte constitucional y la inclusión de una Carta de Derechos como en los Estados Unidos; de igual forma, se dividió el país en nueve provincias, cada una gobernada por un premier que contaría con su respectivo servicio civil, lo que complacía tanto el deseo de De Klerk por el federalismo como el de Mandela por un gobierno unitario.
El proceso democrático fue amenazado por el Grupo Sudafricano Comprometido (COSAG por sus siglas en inglés), una alianza de afrikáneres de extrema derecha y secesionistas de raza negra pertenecientes a Inkatha. Asimismo, en junio de 1993 el grupo de supremacía blanca Afrikaner Weerstandsbeweging (AWB)
atacó el World Trade Center en Kempton Park, un suburbio de Johannesburgo. Tras el asesinato del líder del CNA, Chris Hani, Mandela realizó un discurso público para calmar cualquier intento de alzamiento y posteriormente apareció en el masivo funeral de Oliver Tambo que tuvo lugar en Soweto, quien había muerto de un derrame cerebral. En julio de 1993, tanto Mandela como De Klerk visitaron los Estados Unidos y sostuvieron reuniones separadas con Bill Clinton en la que cada uno recibió la Medalla Presidencial de la Libertad. Posteriormente, fueron galardonados con el Premio Nobel de la Paz en Noruega.
Mandela, por influencia del joven líder del CNA Thabo Mbeki, también realizó encuentros con personalidades del mundo de los negocios y comenzó a prescindir de su interés por cualquier política de nacionalización, lo que podría alejar a los inversores internacionales de tanta importancia para el país en esos años. Pese a que fue criticado por los miembros del CNA de tendencia socialista, recibió apoyo para fomentar la empresa privada de parte de los partidos comunistas de China y Vietnam en enero de 1992 en el Foro Económico Mundial de Suiza. Por otro lado, realizó una corta aparición como maestro de escuela que recitaba un discurso de Malcolm X en la escena final de la película homónima.

### Las elecciones generales de 1994

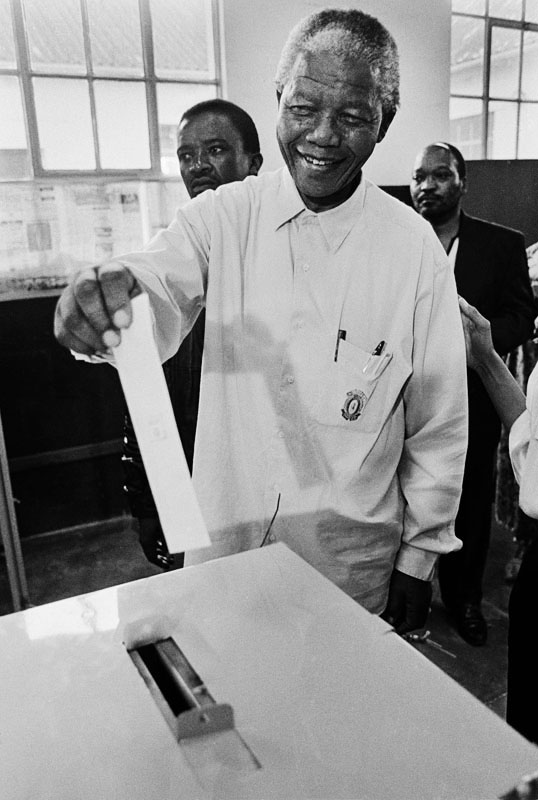
Mandela ejerciendo su derecho al voto en las elecciones generales en Sudáfrica de 1994.

Con las elecciones generales programadas para el 27 de abril de 1994, el CNA inició su propia campaña, por lo que abrió 100 oficinas electorales y contrató al consultor Stanley Greenberg. Greenberg organizó los foros populares en todo el país, en los que Mandela se hacía presente. Para entonces ya era una personalidad muy popular y de gran respeto entre los sudafricanos de raza negra. Además, el CNA promovió el Programa de Reconstrucción y Desarrollo con el que pretendía construir un millón de casas en cinco años, el establecimiento de la educación universal y el acceso a los servicios de agua y electricidad. El eslogan del partido era «Una mejor vida para todos», aunque no se explicaba en detalle cómo se llevarían a cabo estas propuestas. Con la excepción de los periódicos Weekly Mail y New Nation, en general la prensa sudafricana se oponía al triunfo de Mandela en las elecciones, pues temían permanentes conflictos étnicos, por lo que daban su apoyo al Partido Demócrata. También Mandela se esforzó en la búsqueda de apoyo económico para el CNA, por lo que viajó a Norteamérica, Europa y Asia con el objetivo de entrevistarse con eventuales donantes, incluso con aquellos que habían apoyado al apartheid. Asimismo demandó una reducción de la edad mínima para los votantes, propuesta rechazada por el CNA y que terminó siendo objeto de burlas.
Preocupado por cualquier intento de COSAG de sabotear las elecciones, y antes del fallido golpe de Estado de Bofutatsuana y la masacre de Shell House ejecutados por la AWB e Inkatha respectivamente, Mandela se entrevistó con políticos afrikáner y militares de alto rango, entre los que estaban Pieter Willem Botha, Pik Botha y Constand Viljoen. Él se esforzaba en hacerse creíble para que todos trabajasen dentro de un sistema democrático, y contaba con la ayuda de De Klerk para convencer a los miembros de Inkatha para que participasen en las elecciones, en vez de lanzar una guerra de secesión. Por otra parte, y como líderes de los principales partidos políticos, De Klerk y Mandela aparecieron en un debate por televisión. Aunque De Klerk fue considerado como el mejor orador, el gesto de Mandela de estrechar su mano le sorprendió, aparte que los analistas lo valoraron como un triunfo personal.
Las elecciones se llevaron a cabo con pocos brotes de violencia, pese a que una facción de la AWB detonó varios coches bomba que mataron a 20 personas. Como se esperaba el CNA ganó por inmensa mayoría, adjudicándose el 62 % de los votos, cerca de los dos tercios requeridos para cambiar unilateralmente la constitución. De hecho, el CNA ganó en siete provincias, siendo las dos restantes adjudicadas al Partido Nacional e Inkatha. Mandela ejerció su voto en Ohlange High School de la ciudad de Durban, y pese a que la victoria del CNA le atribuía el cargo de presidente de la república, él aceptó en público que las elecciones habían sido perjudicadas por intentos de fraude y sabotaje.

## Presidencia
El primer acto político de la nueva Asamblea Nacional fue la elección de Mandela como el primer presidente de raza negra en la historia de Sudáfrica. La toma de posesión se realizó en Pretoria el 9 de mayo de 1994, que se transmitió a mil millones de televidentes a nivel mundial. Al evento asistieron 4000 invitados, entre los que estaban líderes mundiales de diferentes orígenes. Mandela encabezó un Gobierno de Unidad Nacional dominado por el CNA, sin experiencia alguna en decisiones gubernamentales, y era acompañado por los representantes del Partido Nacional e Inkatha. Bajo la constitución interina, estos dos partidos tomaron no menos de 20 escaños; y de acuerdo a las anteriores negociaciones, De Klerk fue nombrado vicepresidente y Thabo Mbeki como el segundo vicepresidente. Aunque Mbeki no había sido su primera opción para el cargo, Mandela aumentó su confianza en él mientras transcurría la presidencia, por lo que le permitió disponer de la organización de ciertas políticas de Estado. Mandela se trasladó a su oficina presidencial en Tuynhuys, Ciudad del Cabo, y permitió a De Klerk residir en Groote Schuur en vez de alojarse en la cercana mansión de Westbrook, la que el presidente renombró «Genadendal», que significa «valle de la misericordia» en lengua afrikáans. El nuevo gobernante mantuvo su casa de Houghton y mandó a construir una en Qunu, la que visitaba regularmente, aparte que aprovechaba la oportunidad para caminar en los alrededores, encontrarse con los vecinos y resolver disputas tribales.

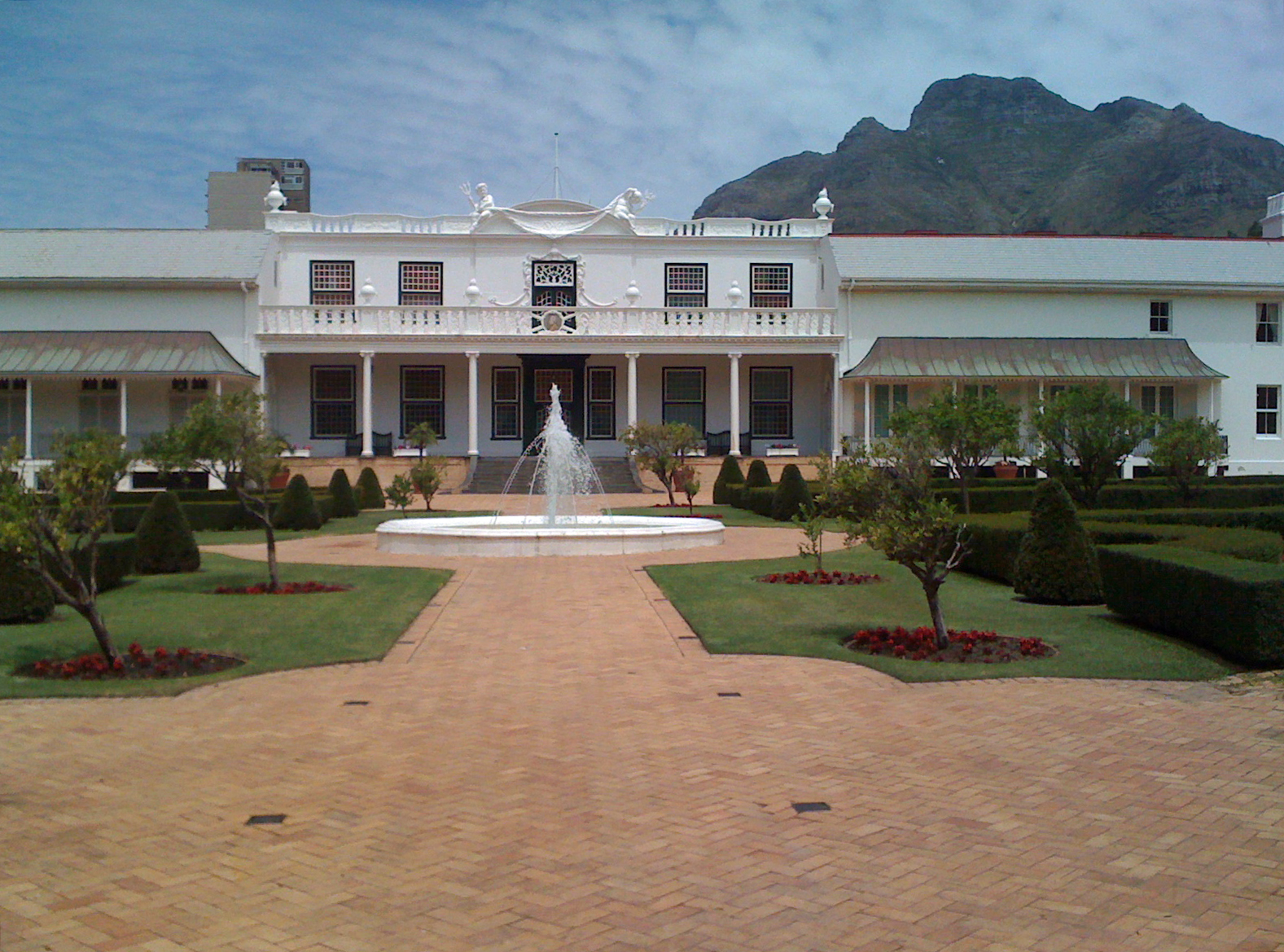
Mandela se mudó a la residencia presidencial en Tuynhuys, Ciudad del Cabo.

A los 76 años Mandela sufría de varios padecimientos, y si bien se esmeraba en mostrarse saludable ante el público, se sentía aislado y solitario. Pese a todo, se codeaba con figuras mundiales del espectáculo como Michael Jackson, Whoopi Goldberg y las Spice Girls, así como eminentes personalidades de los negocios y la política como Harry Oppenheimer de Anglo-American, y la reina Isabel II que visitó Sudáfrica en marzo de 1995, lo que le granjeó muchas críticas de los anticapitalistas pertenecientes al CNA. Aunque se encontraba rodeado de comodidades, la vida rutinaria de Mandela era simple, y donaba sus ingresos anuales de 552 000 rands al Fondo para la Infancia de Nelson Mandela que había fundado en 1995. Por otro lado, y pese a que apoyaba la libertad de prensa y era amigo de muchos periodistas, era muy crítico de los medios de comunicación sudafricanos. Aparte que señalaba que la mayoría era propiedad de empresarios pertenecientes a la clase media, todos de raza blanca, les reprochaba la forma desmesurada en que resaltaban los crímenes del país, sin profundizar en la realidad de los hechos.
En cuanto a su intimidad, Mandela se mudaba de ropa varias veces al día, pero era conocido particularmente por el uso de las camisas de diseño Batik llamadas popularmente «camisas Madiba», que usaba incluso en ceremonias oficiales. Para diciembre de 1994 se publicó su autobiografía Un largo camino hacia la libertad; y además asistió a la 49.ª conferencia del CNA en Bloemfontein en la que un consejo nacional más radical en su postura política había resultado elegido. Allí estaba Winnie Mandela quien —en relación con su matrimonio con Nelson— había expresado su interés en la reconciliación. Por el contrario, él iniciaría el proceso de divorcio en agosto de 1995. De hecho, para ese tiempo tenía una relación con la mozambiqueña Graça Machel, una activista política de 50 años viuda del expresidente Samora Machel. Ellos se habían conocido en julio de 1999 cuando ella se encontraba en duelo, pero la amistad se había fortalecido hasta el punto que acompañaba a Mandela en varias visitas oficiales al exterior. Graça había rechazado la primera propuesta de matrimonio de Nelson, ya que deseaba tiempo para su trabajo tanto en Mozambique como en Johannesburgo.

### La reconciliación nacional
Para Mandela la reconciliación nacional era su principal objetivo en su presidencia, como el protagonista que era de la transición de un país gobernado por una minoría bajo las políticas del apartheid, a una nación democrática y multicultural. Él estaba enterado de la ruina económica de otros países africanos que habían sido abandonados por las minorías de raza blanca en los años del poscolonialismo, por lo que se aseguró que la población de raza blanca sudafricana fuera protegida y se sintiera parte de la Nación del Arcoíris. Por tanto, se encargó de crear una coalición en su gabinete lo más heterogénea posible, teniendo a De Klerk como su vicepresidente. Otros importantes partidarios del Partido Nacional ocuparon importantes cargos para los ministerios de Agricultura, Energía, Medioambiente y Minerales y Energía; mientras Buthelezi fue nombrado para el cargo de ministro de Asuntos Internos. Los otros cargos de su gabinete fueron otorgados a los miembros del CNA, muchos de los cuales —como Joe Modise, Alfred Nzo, Joe Slovo, Mac Maharaj y Dullah Omar– se habían conocido por largos años, aunque otros —como Tito Mboweni y Jeff Radebe—, eran más jóvenes. Sin embargo, la relación de Mandela con De Klerk había sido muy tensa, pues el presidente opinaba que De Klerk tenía actitudes provocativas, y De Klerk consideraba que era humillado por el presidente. Para el caso, en el mes de enero de 1995 Mandela le reprendió por haber otorgado la amnistía a 3500 policías antes de las elecciones generales, y posteriormente le criticó por haber defendido al exministro de defensa Magnus Malan cuando este fue acusado de asesinato.
Mandela se entrevistó personalmente con reconocidas figuras del régimen apartheid, entre ellos Betsie Schoombie, viuda de Hendrik Verwoerd, así como el abogado Percy Yutar. Durante su gobierno enfatizó en el perdón y la reconciliación, ya que —según él mismo aseveraba— los «valientes no temen al perdón, si esto ayuda a fomentar la paz». De igual forma, animó a los sudafricanos de raza negra para dejar atrás el odio al equipo nacional de rugby, los Springboks, cuando Sudáfrica albergó el campeonato mundial de 1995. Después de la final, ganada por Sudáfrica sobre Nueva Zelanda, Mandela otorgó el trofeo al capitán Francois Pienaar vestido con la camisola de los Springboks con el número 6 en el dorsal, que pertenecía al mismo Pienaar. Este gesto fue reconocido como un gran paso para la reconciliación entre blancos y negros sudafricanos. Como lo aseveró De Klerk: «Mandela se ganó los corazones de los millones de aficionados de raza blanca al rugby». El constante esfuerzo de Mandela por la reconciliación nacional disipó el temor de los ciudadanos de raza blanca, pero también le atrajo críticas de los militantes políticos más radicales de raza negra. De hecho, su esposa Winnie acusó al CNA de estar interesado en buscar ganarse la voluntad de los blancos en vez de ayudar a los negros.
Igualmente, Mandela verificó la formación de la Comisión para la verdad y la reconciliación que se encargó de investigar crímenes cometidos durante el régimen del apartheid tanto por el gobierno como por el CNA, por lo que comisionó a Desmond Tutu como su presidente. Para evitar la exaltación de mártires, la comisión otorgó la amnistía a cambio de testimonios de crímenes cometidos en esos años. El trabajo se inició en febrero de 1996 y transcurrieron dos años en los se que tomaron los testimonios de violaciones, torturas, atentados con explosivos y asesinatos, antes de dar a conocer el reporte final en octubre de 1998. Tanto De Klerk como Mbeki pidieron que algunas partes del reporte se suprimieran, pero únicamente la petición de De Klerk fue tomada en cuenta. Mandela felicitó a la comisión por su trabajo, y afirmó que «había ayudado a dejar atrás el pasado para concentrarse en el presente y el futuro».

### Gobierno

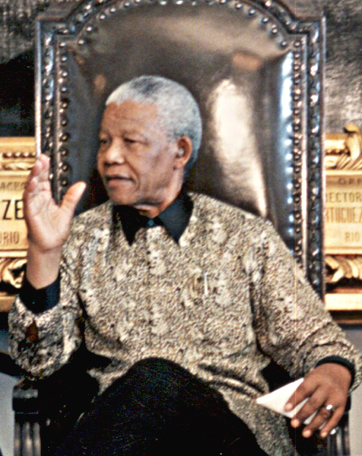
Mandela durante una visita a Brasil en 1998.

El gobierno de Mandela heredó un país con desigualdad económica y un servicio público que funcionaba muy diferente en comunidades donde dependía si la población era de mayoría blanca o negra. Con una población de 40 millones de habitantes, alrededor de 23 millones carecían de electricidad o servicios de salud pública; 12 millones no tenían agua potable; y dos millones de niños no asistían a la escuela en una sociedad donde el tercio de la población era analfabeta. Había 33 % de desempleo, y poco menos de la mitad vivía bajo la línea de pobreza. Los fondos estatales estaban al borde de la bancarrota, con un 5 % del presupuesto gastado en el reembolso de la deuda, lo que ocasionaba que las promesas del Programa de Reconstrucción y Desarrollo se retrasaran, por lo que no había la perspectiva de hacer realidad las políticas de nacionalización o de creación de empleo. Sin embargo, el gobierno adoptó políticas económicas liberales para promover la inversión extranjera, en función del Consenso de Washington recomendado por el Banco Mundial y el Fondo Monetario Internacional.
Durante la presidencia de Mandela la política de protección social se incrementó a 13 % en el periodo 1996/97 y se mantuvo en 1997/98, aunque se rebajó a 7 % en 1998/99. Empero, el gobierno implantó beneficios igualitarios para las comunidades, lo que incluía a personas con discapacidades, la manutención de infantes y las pensiones para adultos mayores, los cuales habían sido otorgados en función de los grupos raciales antes de su gestión. Para 1994, la atención médica gratuita fue establecida para menores de seis años y mujeres embarazadas, una política que se extendió en 1996 a todos aquellos que requerían del servicio de salud de atención primaria. Para las elecciones de 1999, el CNA podía presumir que —debido a sus políticas— alrededor de tres millones de personas habían logrado obtener líneas telefónicas; 1,5 millones de niños se habían matriculado en el sistema educativo; 500 clínicas se habían reconstruido; dos millones de personas se habían beneficiado con el servicio de energía eléctrica; que el acceso al servicio de agua se había extendido a tres millones de personas; y 750 000 casas se habían construido para albergar a tres millones de habitantes.
Con el respaldo de la Ley de Restitución de Tierras de 1994, se le permitió a la gente que había perdido su propiedad —como resultado de la Ley de Tierras Nativas de 1913— hacer su respectivo reclamo, lo que llevó a la admisión de cerca de 10 000 peticiones. Contrarrestando los efectos negativos de la ley de tierras emitida en 1913 que garantizaba el dominio del 87% del territorio de la Unión para la minoría blanca.
Asimismo, la Ley n.º 3 de Reforma de la Propiedad de 1996 aseguró los derechos de los tenedores de tierras que vivían, cultivaban o criaban ganado en las granjas. Con esta legislación, dichos tenedores resultaron protegidos para que no fueran expulsados sin una orden judicial, y a los que eran mayores de 65 años. Otras herramientas legales fueron la Ley de Fomento de Aptitudes de los Trabajadores de 1998 que estableció mecanismos para financiar las habilidades y destrezas en cualquier lugar de trabajo. La Ley de Relaciones Laborales de 1995 promovió la democracia en el lugar de trabajo, el contracto colectivo y la resolución de conflictos laborales. La Ley de Condiciones Mínimas de Empleo de 1997, mejoró la protección de los derechos básicos de los trabajadores; y la Ley de Igualdad de Empleo de 1998 se aprobó para evitar la discriminación y asegurar su aplicación en el lugar de trabajo.
Edwin Cameron acusó a Mandela de haber hecho poco para contrarrestar la pandemia de Sida, para 1999 el 10 % de sudafricanos eran VIH positivo. El mismo Mandela admitiría que había sido negligente, por lo que dejó el problema en manos de Thabo Mbeki. También se hizo acreedor de críticas por el aumento del crimen, ya que Sudáfrica tenía uno de los más altos índices delincuenciales; siendo esta la principal causa a la que se atribuía la emigración de 7 500 000 personas de raza blanca a finales de los años 1990. De igual forma, durante su administración hubo escándalos de corrupción, por lo que se le acusó de haber fallado en contrarrestar este problema.

### Relaciones internacionales

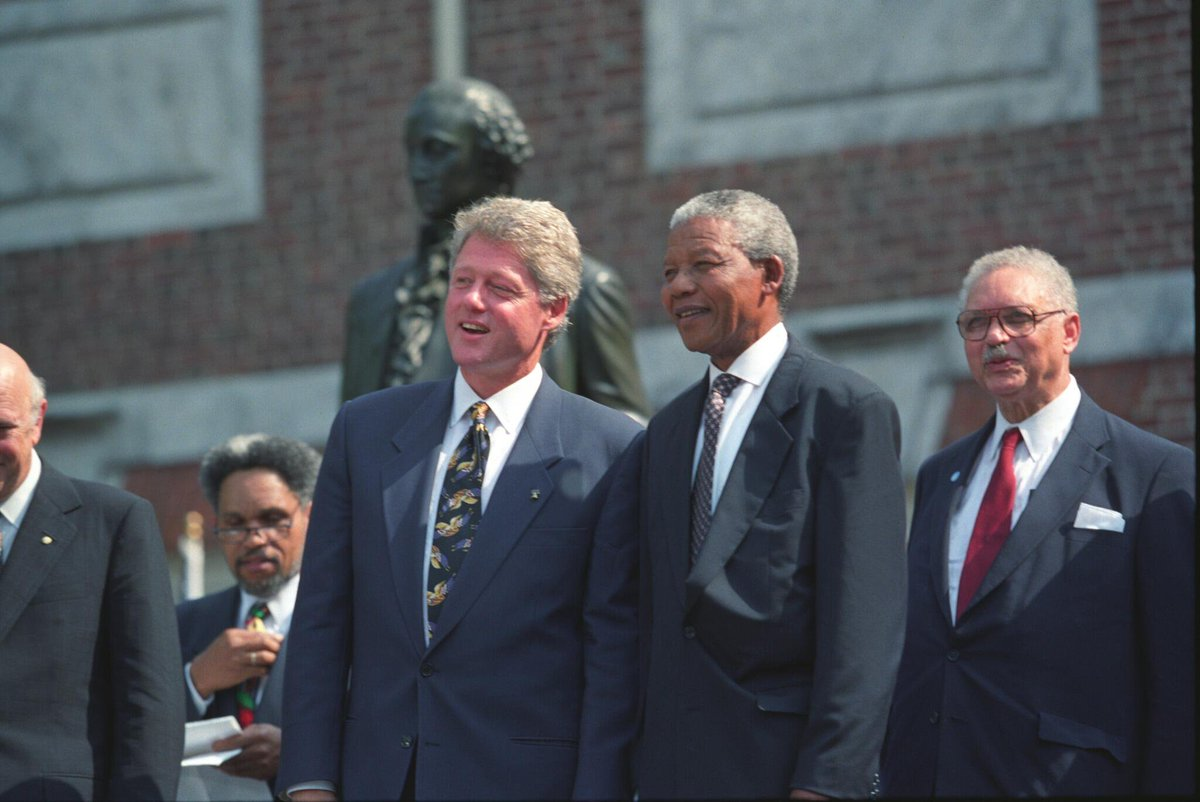
Mandela tenía simpatía por Bill Clinton, a pesar de haber recibido críticas en su contra del presidente estadounidense, y también le apoyó durante el juicio a que fue sometido.

Tomando como modelo a la propia Sudáfrica, Mandela exhortaba a otros países para que resolvieran sus conflictos a través de la diplomacia y la reconciliación. Hacía eco de las palabras de Mbeki por un «renacimiento africano», y se mantenía muy preocupado por todos los problemas del continente; de hecho, realizó movimientos diplomáticos para derrocar a la junta militar de Sani Abacha en Nigeria, y posteriormente se convirtió en protagonista para que su régimen fuera sancionado al incrementar las violaciones a los Derechos humanos. En 1996 fue elegido para el cargo de presidente de la Comunidad de Desarrollo de África Austral por lo que inició las negociaciones para terminar la Primera Guerra del Congo en Zaire, las cuales, sin embargo, fueron infructuosas. En la primera acción militar de Sudáfrica posterior al apartheid que tuvo lugar en Lesoto, el presidente ordenó desplegar las tropas en este país en septiembre de 1998, para proteger al gobierno del primer ministro Pakalitha Mosisili tras una reñida elección que provocó alzamientos populares.
Ese mismo mes de septiembre, fue elegido como secretario general del Movimiento de Países No Alineados que realizó su conferencia anual en Durban. En ese evento criticó «los intereses chauvinistas y timoratos» del gobierno israelí que habían estancado las negociaciones para terminar el conflicto israelí-palestino, así como instó a la India y Paquistán para que negociaran el final del conflicto de Cachemira, por lo que recibió críticas tanto de Israel como de la India. Por otro lado, y debido a la prosperidad económica en que se encontraban los países del este asiático, intentó fomentar las relaciones comerciales con Malasia, pese a que este país había caído en la crisis financiera asiática de 1997.
Además, se encargó de interponer sus oficios en la disputa entre Libia y la alianza estadounidense y británica en el juicio contra dos ciudadanos libios (Abdelbaset al-Megrahi y Lamin Khalifah Fhimah) quienes habían sido acusados en noviembre de 1991 por el atentado contra el vuelo 103 de Pan Am. Mandela propuso que fueran enjuiciados en un tercer estado, lo que fue acordado por las partes. Bajo el derecho escocés, el juicio se llevó a cabo en Camp Zeist en los Países Bajos en abril de 1999, y uno de ellos fue hallado culpable.
De hecho, causó mucha controversia por su relación con el presidente indonesio Suharto, cuyo régimen había sido responsable de abusos contra los Derechos humanos, aunque en reuniones privadas le instaba a retirarse de Timor Oriental.
De igual forma, se hizo acreedor de muchas críticas de los países occidentales debido a su amistad con Fidel Castro y Muammar Gaddafi. Castro le visitó en 1998, mientras que Mandela se encontró con Gaddafi en Libia para otorgarle la Orden de Buena Esperanza. Al enterarse de las críticas provenientes de los países y medios de comunicación occidentales, las rechazó bajo el argumento de tener un trasfondo racista.

### Retiro de la política
El texto definitivo de la nueva constitución de Sudáfrica se acordó por el parlamento en el mes de mayo de 1996, y en ella se instituyeron mecanismos para controlar a todo organismo político y administrativo en el marco de una democracia constitucional. No obstante, De Klerk se opuso a la aprobación de esta ley fundamental, por lo que se retiró de la coalición gubernamental en protesta. Esto dio como resultado que el CNA tomara los puestos del Partido Nacional, en tanto que Mbeki se convirtió en el único vicepresidente del país. Cuando Mandela y Mbeki se ausentaron de Sudáfrica en cierta ocasión, Buthelezi fue nombrado presidente en funciones, lo que mejoró la relación con Mandela.
Mandela renunció como presidente del CNA en la conferencia del partido de 1997, y aunque esperaba que Cyril Ramaphosa le sustituyera, el CNA eligió a Mbeki para el puesto; lo que para Mandela significaba que este se había transformado en el presidente de facto de Sudáfrica. En reemplazo de Mbeki como vicepresidente, Mandela y el consejo ejecutivo apoyaron la candidatura de Jacob Zuma, de origen zulú, quien había estado preso en la isla Robben. Aunque Winnie Mandela se proclamó como la candidata opositora, pues su retórica populista le había ganado muchos partidarios, Zuma le derrotó por una diferencia notable en la respectiva elección.
Por otro lado, la relación sentimental entre Mandela y Graça Machel prosperaba, por lo que en febrero de 1998 el presidente aseveró en público que «estaba enamorado de una gran dama» y —presionado por su amigo Desmond Tutu quien le insistió en ponerse de ejemplo para la juventud— dispuso que el matrimonio tuviera lugar en su cumpleaños número 80. El siguiente día de la ceremonia se organizó una fiesta a la que asistieron mandatarios extranjeros.
La constitución sudafricana de 1996 impedía la gestión del presidente del país por dos períodos consecutivos. Mandela no intentó enmendar este artículo; de hecho, nunca fue de su interés hacerlo. Por tanto, dio su discurso de despedida el 29 de marzo de 1999, a lo que siguió su retiro de la vida pública.

## Después del retiro

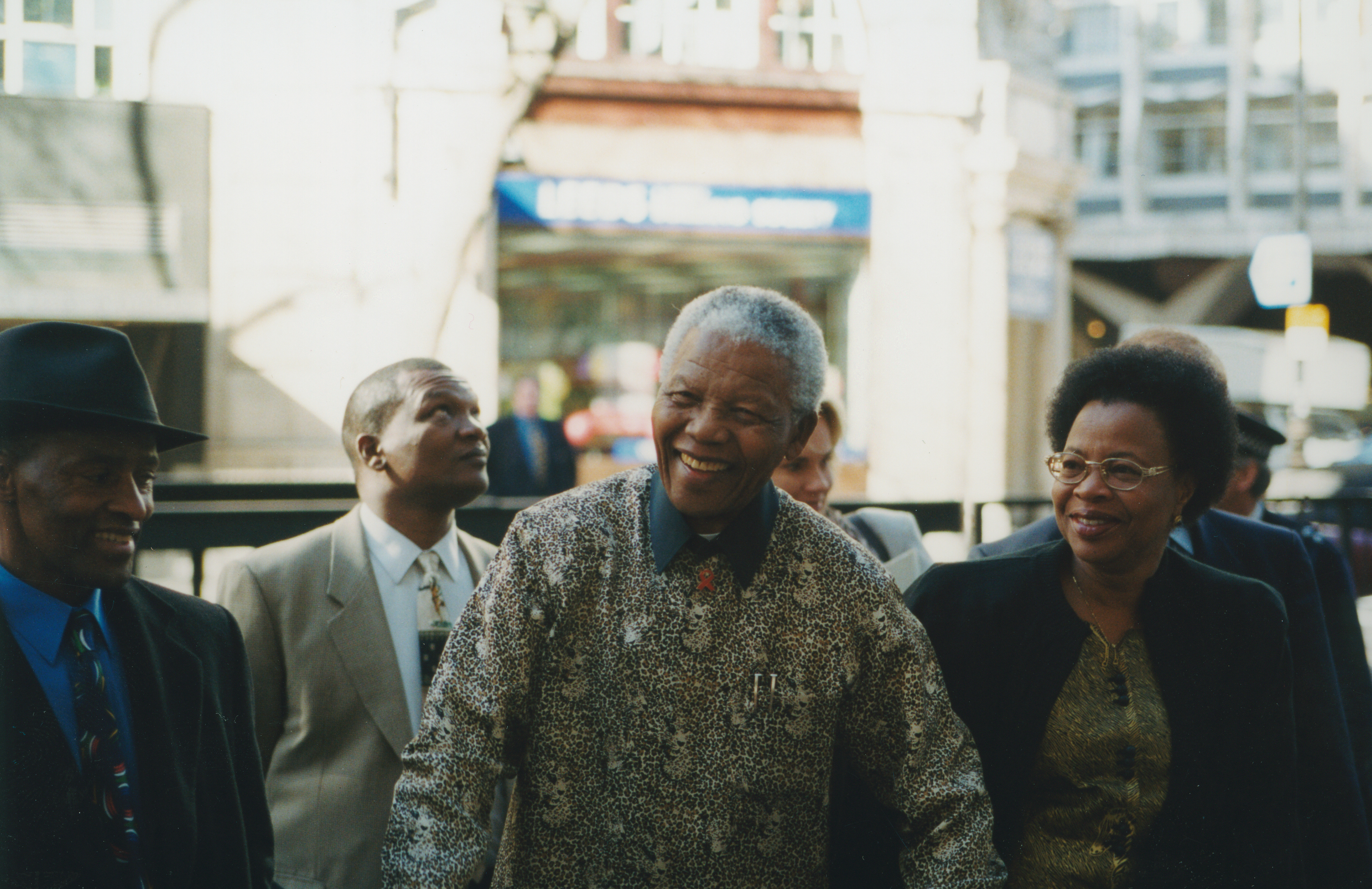
Mandela durante una visita a la Escuela de Economía y Ciencia Política de Londres en 2000.

Al retirarse de la vida política en junio de 1999, Mandela deseaba una vida tranquila con su familia, por lo que repartía su tiempo entre Johannesburgo y Qunu. También inició la secuela de su primera autobiografía, la que se titularía Los años en la presidencia, pero la idea se abandonó antes de publicarse. Sin embargo, el aislamiento se le hizo incómodo, por lo que volvió a la actividad pública que todavía le ofrecía muchas ocupaciones, tales como encuentros con líderes mundiales y celebridades; y mientras estaba en Johannesburgo trabajaba con la Fundación Nelson Mandela que se fundó en 1999 para el desarrollo del área rural, la construcción de escuelas y el combate al Sida. Aunque había recibido muchas críticas por su escasa labor para contrarrestar la pandemia de esta enfermedad durante su presidencia, él se dedicó a ello después de su retiro y describió la grave situación como una «guerra» que había asesinado a más víctimas que todas «las guerras ocurridas en el pasado», e instó al gobierno de Mbeki para que los sudafricanos que la padecían tuviesen acceso a los antirretrovirales. Asimismo, en el 2000 se fundó el torneo de golf Nelson Mandela Invitational con el objetivo de recaudar fondos para obras de caridad, y cuyo anfitrión era Gary Player. Para el mes de julio de 2001, Mandela fue tratado de cáncer de próstata con resultados favorables.
En el 2002 inauguró la Lectura Anual Nelson Mandela, y el 2003 creó la Fundación Mandela Rhodes en Rhodes House, en la Universidad de Oxford, para proveer de becas universitarias a los estudiantes africanos. Otros proyectos posteriores fueron el Centro de la Memoria Nelson Mandela y la serie de conciertos 46664 para recaudar fondos contra el Sida. Otras actividades fueron el discurso de clausura de la XIII Conferencia Internacional de Sida en Durban el 2000, y nuevamente se presentó el 2004 en la misma conferencia en Bangkok, Tailandia.
Por otro lado, Mandela aumentó sus críticas a las políticas de las naciones occidentales. Se opuso a la intervención en Kosovo de 1999 por parte de la OTAN, lo que llamó un intento de las naciones más poderosas de convertirse en «policías» del mundo. El 2003 se pronunció en contra de los planes de los Estados Unidos y el Reino Unido para lanzar la Guerra de Irak, lo que describió como una «tragedia» y criticó severamente al presidente George W. Bush y al primer ministro británico Tony Blair por menoscabar el papel de las Naciones Unidas. De hecho, afirmó que «Todo lo que (el señor Bush) deseaba era el petróleo iraquí». Además declaró que el gobierno estadounidense había cometido más «atrocidades» en todo el planeta que cualquier otra nación, y trajo a colación las bombas atómicas en Japón en la Segunda Guerra Mundial. Estas palabras provocaron mucha controversia a nivel internacional, aunque terminó reconciliándose particularmente con Blair. De igual forma mantuvo su interés en las relaciones entre Libia y el Reino Unido, por lo que visitó a Abdelbaset al-Megrahi en la prisión Barlinnie y sentó su postura en contra de las condiciones en la que se encontraba, lo que denominó como una «intimidación psicológica».

### Últimos años

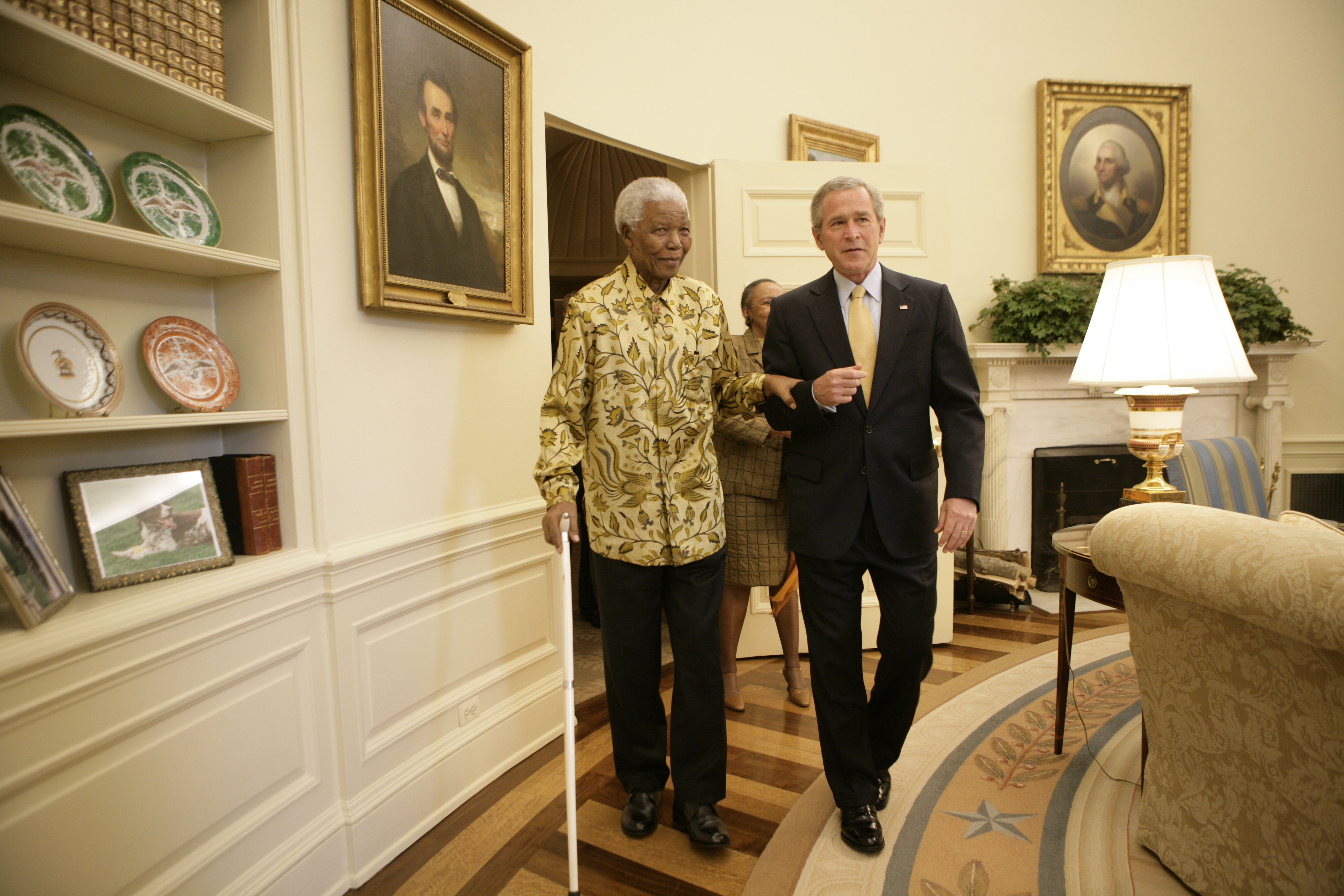
Nelson Mandela y el presidente estadounidense George W. Bush en el Despacho Oval en mayo de 2005.

En el mes de junio de 2004, a la edad de 85 años y con una salud delicada, Mandela anunció su retiro definitivo de la vida pública con estas palabras: «No me llaméis, yo os llamaré». Pese a que continuó encontrándose con amigos y su misma familia, la Fundación descartó en su nombre cualquier aparición en público y negó peticiones de entrevistas.
Sin embargo, todavía ejercía cierta influencia en la política internacional. Para el 2005 fundó Nelson Mandela Legacy Trust durante un viaje a los Estados Unidos, donde disertó en la Institución Brookings y la NAACP para recaudar fondos en beneficio del continente africano. También sostuvo reuniones con la senadora Hillary Clinton y el presidente George W. Bush y por primera ocasión saludó al entonces senador Barack Obama. Además instó al presidente de Zimbabue, Robert Mugabe, para interponer su renuncia en vista del incremento a las violaciones de los Derechos humanos en dicho país. Cuando esto no dio resultado, habló en contra de Mugabe el 2007, para que se retirase con «lo que le quedase de respeto y el mínimo de dignidad». Ese mismo año, Mandela, Machel y Desmond Tutu reunieron a líderes mundiales en la ciudad de Johannesburgo para que contribuyeran con su sabiduría y liderazgo a resolver los problemas más agobiantes del planeta. Junto a ellos dio nacimiento al grupo The Elders durante un discurso en ocasión de su cumpleaños 89.

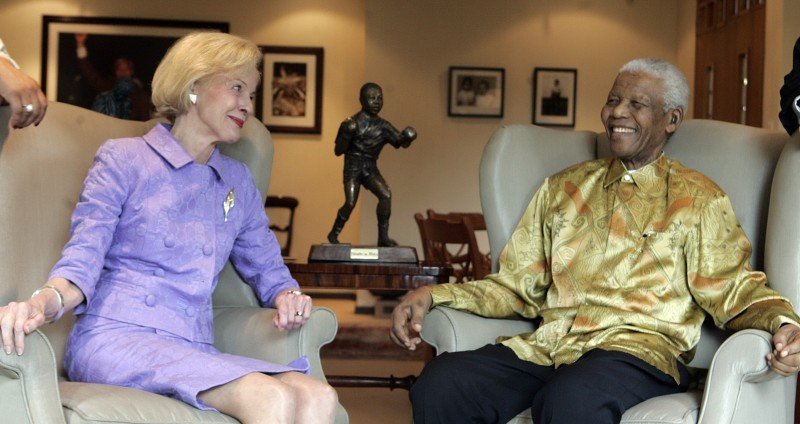
Mandela junto a la gobernadora general de Australia, Quentin Bryce, el 24 de marzo de 2009.

El cumpleaños número 90 de Mandela se celebró en todo el país, principalmente en Qunu, y un concierto se llevó a cabo en su honor en Hyde Park, Londres. Durante un discurso para la ocasión, instó a los millonarios del planeta para que brindaran su ayuda a los más desfavorecidos. Ya durante la presidencia de Thabo Mbeki continuó apoyando al CNA, aunque era opacado por la figura del mismo Mbeki en los eventos a los que ambos asistían. De hecho, Mandela tenía más familiaridad con Jacob Zuma, pese a que la Fundación se molestó cuando su nieto, Mandla Mandela, le llevó el 2009 en un vuelo con rumbo a la Provincia Oriental del Cabo para un evento en apoyo de Zuma, en medio de una tormenta.
En el 2004 encabezó una exitosa campaña para que Sudáfrica acogiese la Copa Mundial de Fútbol de 2010, e hizo resaltar que sería un «regalo ideal» para el país desde el fin del apartheid. Cuando esto se hizo realidad, él mismo alzó —jubiloso— el Trofeo de la Copa Mundial de Fútbol. Aunque mantuvo un perfil bajo durante el evento debido a su delicado estado de salud, hizo su última aparición en la ceremonia de clausura en la que recibió una calurosa bienvenida. Ese año, Nelson Mandela fue nombrado doctor honoris causa por seis universidades de la red Laureate International Universities. El día 7 de mayo de 2010, en la ciudad de Madrid, el entonces embajador de Sudáfrica en España recibió la condecoración a nombre de Mandela.
En el mes de febrero de 2011 fue hospitalizado por breve tiempo debido a una infección respiratoria, lo que llamó la atención internacional. En diciembre de 2012 ingresó nuevamente al hospital por una infección pulmonar, así como la extracción de cálculos biliares. Tras una operación exitosa en marzo de 2013, la infección pulmonar volvió a aparecer, por lo que fue nuevamente internado en Pretoria por unos días. Hasta esa fecha, y desde el año 2005, sus parientes se debatían en disputas legales en cuanto al lugar de entierro tanto de los hijos como del mismo Mandela. El 8 de junio de 2013 la infección se complicó, y fue internado en condición grave. Después de cuatro días, se dio a conocer que su condición era grave aunque permanecía estable. También se dio a conocer que la ambulancia que le había transportado se había averiado en el trayecto, por lo que quedó en la calle por 40 minutos. Se criticó al gobierno por este incidente, pero Zuma aseguró que el expresidente estaba bajo los mejores cuidados médicos.
El 22 de junio de 2013, CBS News anunció que Mandela no había abierto los ojos en varios días, no respondía a los estímulos y que la familia discutía sobre la mejor atención médica al paciente en ese momento crítico. Su exguardaespaldas, Shaun van Heerden, que fue presentado por la BBC como «la compañía más cercana a Mandela en los últimos 12 años», públicamente urgió a la familia para que lo «dejasen en paz» una semana antes. El 23 de junio Zuma anunció que la condición de Mandela se había vuelto crítica. Zuma, acompañado por el vicepresidente del CNA Cyril Ramaphosa, visitó a Graça Machel en el hospital de Pretoria y hablaron de su condición. Para el 25 de junio, el arzobispo Thabo Makgoba le visitó y oró junto a Machel en «ese momento tan duro de observación y expectativa». Al siguiente día, Zuma volvió a visitar a Mandela en el hospital y canceló una cita programada para Mozambique. Además se conoció que un pariente de Mandela le había contado a The Daily Telegraph que el expresidente se encontraba con soporte vital avanzado.
Para el 4 de julio circuló la noticia que David Smith, abogado de la familia de Mandela, había declarado frente a los tribunales que el expresidente se encontraba en estado vegetativo y que el soporte vital avanzado debía ser retirado. Sin embargo, de parte de las oficinas presidenciales se afirmó que los médicos que trataban a Mandela habían negado que estaba en estado vegetativo. Para el 10 de julio, se comunicó desde la presidencia que Mandela se encontraba en estado crítico, aunque estable, y que respondía al tratamiento. Para el 1 de septiembre fue retirado del hospital, pese a que su condición era inestable.

### Fallecimiento y funeral

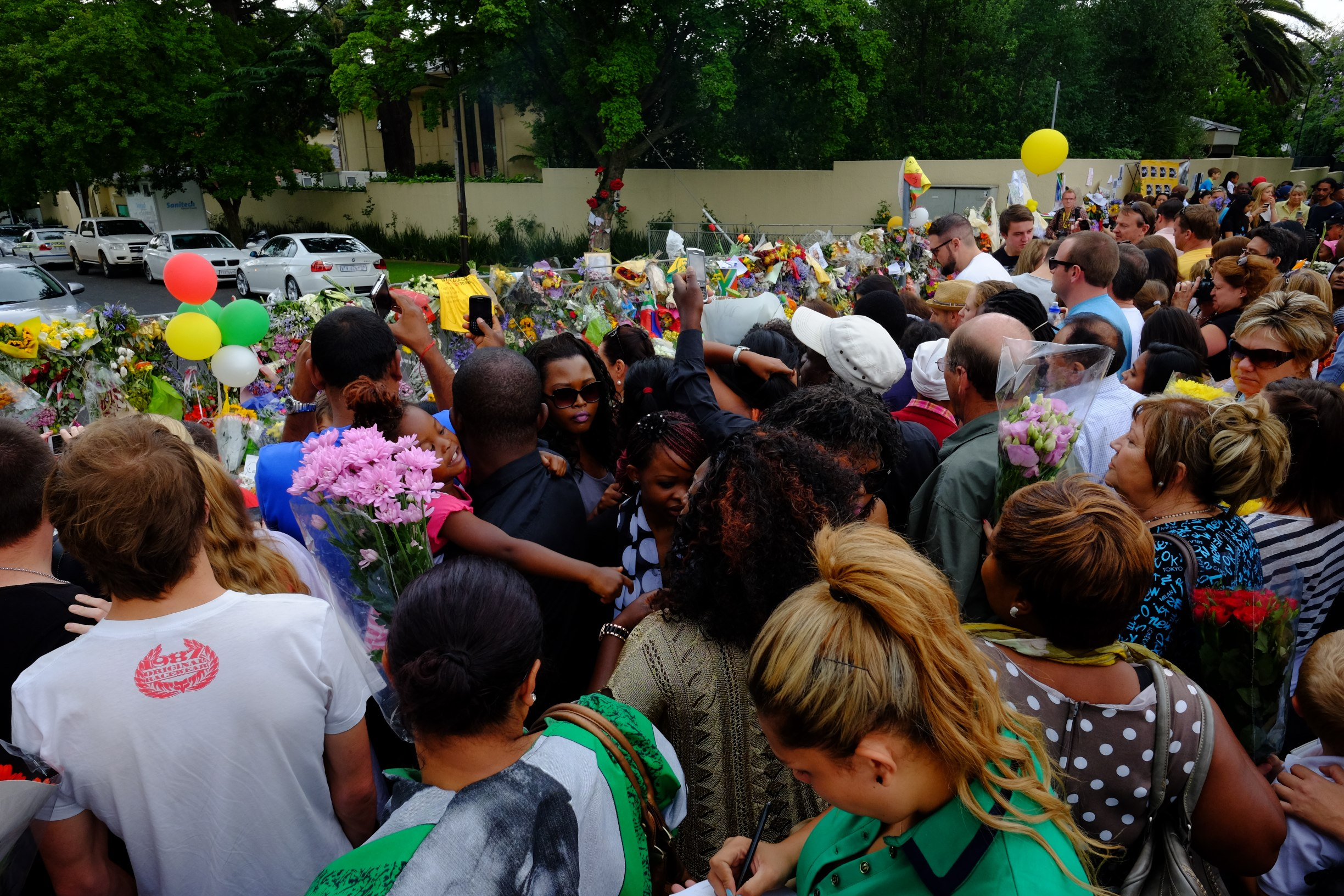
Parte del público que rindió respeto a Mandela en su hogar de Houghton.

Después de sufrir una prolongada infección respiratoria, Nelson Mandela murió el 5 de diciembre de 2013 a la edad de 95 años. Falleció alrededor de las 20:50 horas de Sudáfrica (UTC+2) en su hogar de Houghton, Johannesburgo, rodeado de su familia. Su muerte fue anunciada por el presidente sudafricano Jacob Zuma por la televisión.
Para el 6 de diciembre Zuma declaró el duelo nacional por un período de diez días, y anunció que el funeral se llevaría a cabo en el estadio Soccer City de Johannesburgo el día 10 del mismo mes. Declaró además el 8 de diciembre como el Día Nacional de la Oración y la Reflexión. Los restos de Mandela se expusieron entre el 11 y el 13 de diciembre en Union Buildings de Pretoria mientras que el funeral de Estado se realizó el 15 de diciembre en Qunu. Se estima que alrededor de 90 representantes de diversos países se trasladaron a Sudáfrica para las ceremonias fúnebres.
La herencia de Mandela estimada en 4.1 millones de dólares se repartió entre la viuda, familiares, empleados e instituciones educativas.

## Ideología política

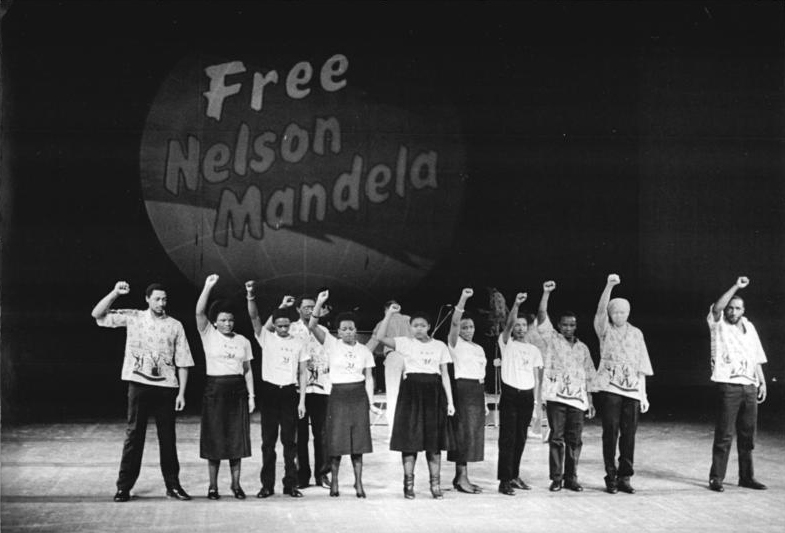
Una protesta con el eslogan ¡Liberen a Mandela! en Berlín Este en 1986.

Mandela era partidario del nacionalismo africano, del que fue creyente desde que formó parte del CNA, y además se consideraba un socialdemócrata. Por tanto, se declaraba opositor «al capitalismo, a la propiedad privada de la tierra y al poder de los multimillonarios». Fue influenciado por el marxismo y era defensor del socialismo científico. Durante el Juicio por Traición negó ser un comunista.
Aunque años después los historiadores y biógrafos aseveraron que había sido una mentira. De hecho, el biógrafo David Jones afirmó que Mandela era «partidario del comunismo y de los comunistas» a finales de la década de los años 1950 y principios de los 1960, mientras que el historiador Stephen Ellis encontró evidencia que había sido miembro activo del SACP. Esto fue confirmado después de su muerte por la misma SACP y el CNA. De acuerdo a la SACP, no había sido solamente miembro del partido, sino que había sido parte de su comité central cuando fue arrestado en 1962 pese a que se negó por cuestiones políticas. A pesar de todo esto, el mismo en su autobiografía y diversas entrevistas negó su afinidad por el marxismo.
En la Carta de Libertad de 1955, de la que Mandela participó en su elaboración, se hacía el llamado a la nacionalización de la banca, las minas de oro y la tierra, ya que se creía necesario para asegurar la distribución de la riqueza. Pese a estas posturas, Mandela no ejecutó ninguna nacionalización durante su presidencia, pues temía que los inversionistas extranjeros se retiraran del país.[cita requerida]
Esta decisión estaba influenciada en parte por la caída de los estados socialistas de la Unión Soviética y el bloque del este europeo a principios de los años 1990. Aunque se presentaba como un «autócrata» en sus discursos, era un garante de la democracia que apoyaba la decisión de las mayorías pese a que muchas decisiones no las compartía. Mantuvo la convicción que la «inclusión, la estabilidad y la libertad de palabra» eran los fundamentos de la democracia, y fue creyente del Derecho natural y los Derechos humanos. Estos principios le llevaron no solamente a buscar la igualdad entre las razas, sino también a la promoción de los derechos de los homosexuales como parte de las reformas posteriores al apartheid.

## Vida privada
Mandela era una persona muy reservada que escondía sus emociones, y que además ponía su confianza en pocas personas. Tenía una vida austera, y rehuía al alcohol y al tabaco. Tenía la particularidad de arreglar él mismo su cama, aun cuando ostentaba el cargo de presidente, y era reconocido por su sentido del humor. Había quienes le consideraban como un testarudo que de vez en cuando perdía la compostura, aunque se le reconocía como un hombre leal. Usualmente era amistoso y cordial, y se mostraba relajado en las conversaciones, incluso frente a sus opositores. Educado y cortés, era también muy servicial con cualquiera, independientemente de la edad o condición social, y también charlaba con los niños y el servicio doméstico. Ya como adulto mayor apreciaba las buenas cualidades de la gente, aún si tenía que defender a sus detractores ante sus propios aliados, quienes por su parte creían que era demasiado confiado. Se preocupaba mucho por su imagen y a través de los años siempre buscaba las mejores prendas, lo que llevaba a muchos a pensar que tenía un aire de realeza. Su biógrafo personal Anthony Sampson comentaba que era un «maestro de la imagen y el comportamiento», lo que hacía que se presentara de la mejor manera en las sesiones de fotografía y pronunciara citas acertadas para la ocasión. Al describir su propia vida, Mandela aseveró que no era «un Mesías, sino un hombre ordinario que se convirtió en líder por circunstancias extraordinarias».

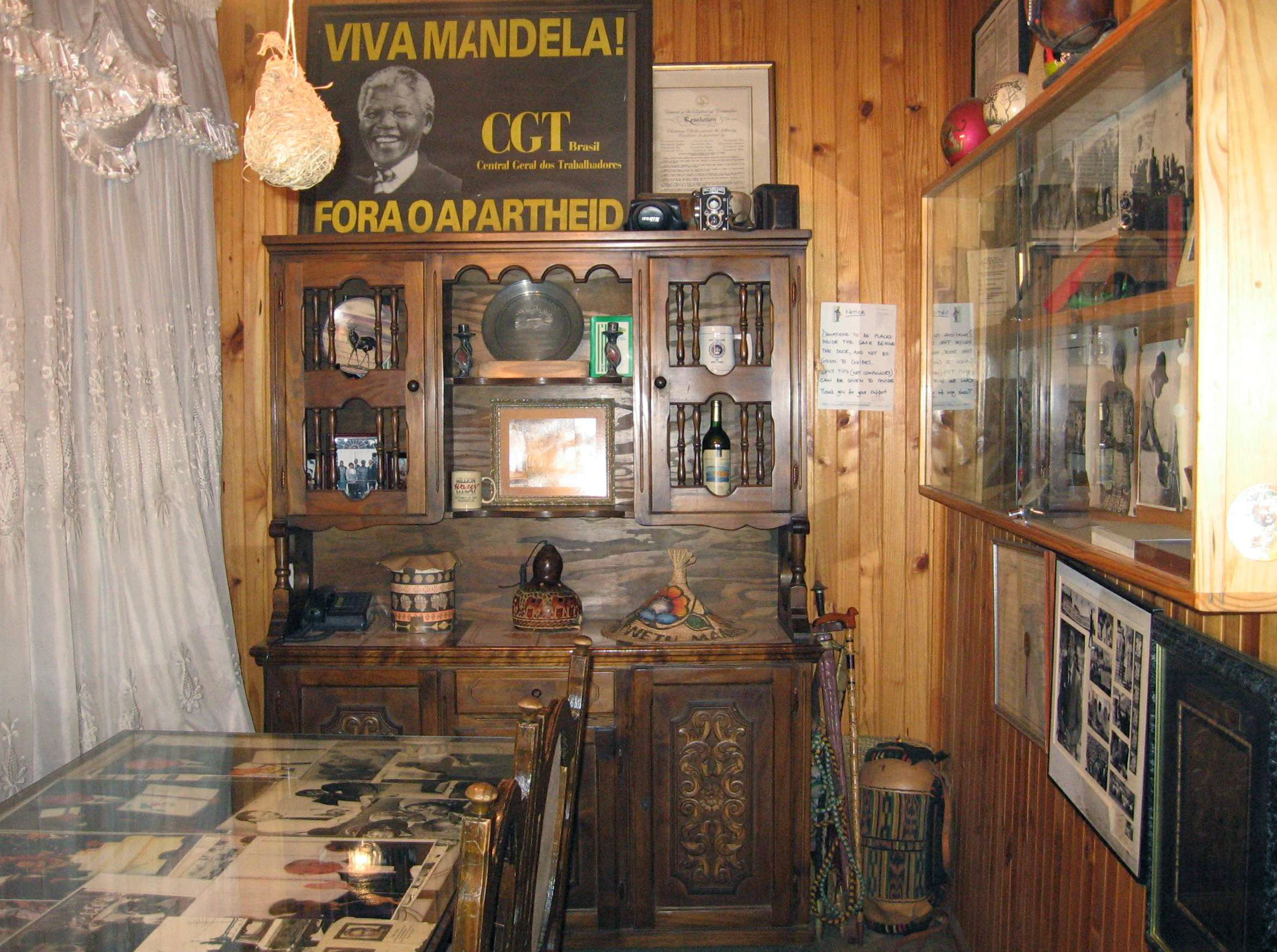
Museo ubicado en el hogar de Mandela en Soweto.

Contrajo matrimonio en tres ocasiones, procreó a seis hijos, y tuvo 17 nietos y 16 bisnietos al momento de su muerte. Usualmente se comportaba serio y exigente con sus propios hijos, aunque era más cariñoso con sus bisnietos. Su primer matrimonio con Evelyn Mase tuvo lugar en octubre de 1944; y se divorciaron 13 años después en 1957 en medio de las agobiantes acusaciones de adulterio, el alejamiento del hogar por su trabajo, el compromiso con la actividad política y la adhesión de Evelyn a los Testigos de Jehová, una religión que requería ser políticamente neutral. La pareja procreó dos hijos que murieron antes que Mandela: Madiba Thembi Thembekile (1945-1969) y Makgatho Mandela (1950-2005); el primero murió en un accidente de tránsito y el segundo de sida. Además procrearon dos hijas, ambas con el nombre Makaziwe Mandela (nacidas en 1947 y 1954 respectivamente); la primera falleció a los nueve meses de vida y la segunda, conocida como Maki, sobrevivió a Mandela. El hijo de Makgatho, Mandla Mandela, fue jefe del consejo tribal de Mvezo el 2007.
Su segunda esposa, Winnie Mandela, también era oriunda del área de Transkei, aunque ambos se conocieron en Johannesburgo donde ella se convirtió en la primera trabajadora social de raza negra. Ambos tuvieron dos hijas, ambas diplomáticas, Zenani Mandela-Dlamini, nacida el 4 de febrero de 1959, y Zindziswa Mandela-Hlongwane, Zindzi Mandela, nacida en 1960. Zindzi tenía 18 meses cuando su padre fue enviado a la isla Robben. Posteriormente, Winnie resultó perjudicada por las disputas familiares que reflejaban la convulsionada situación política del país; de hecho, la separación (en abril de 1992) y el divorcio (en marzo de 1996) se viciaron de la discordia política de esos años. La tercera esposa de Mandela fue Graça Machel (nacida con el nombre Simbine), con quien contrajo matrimonio en su cumpleaños número 80 en 1998.

## Influencia y legado

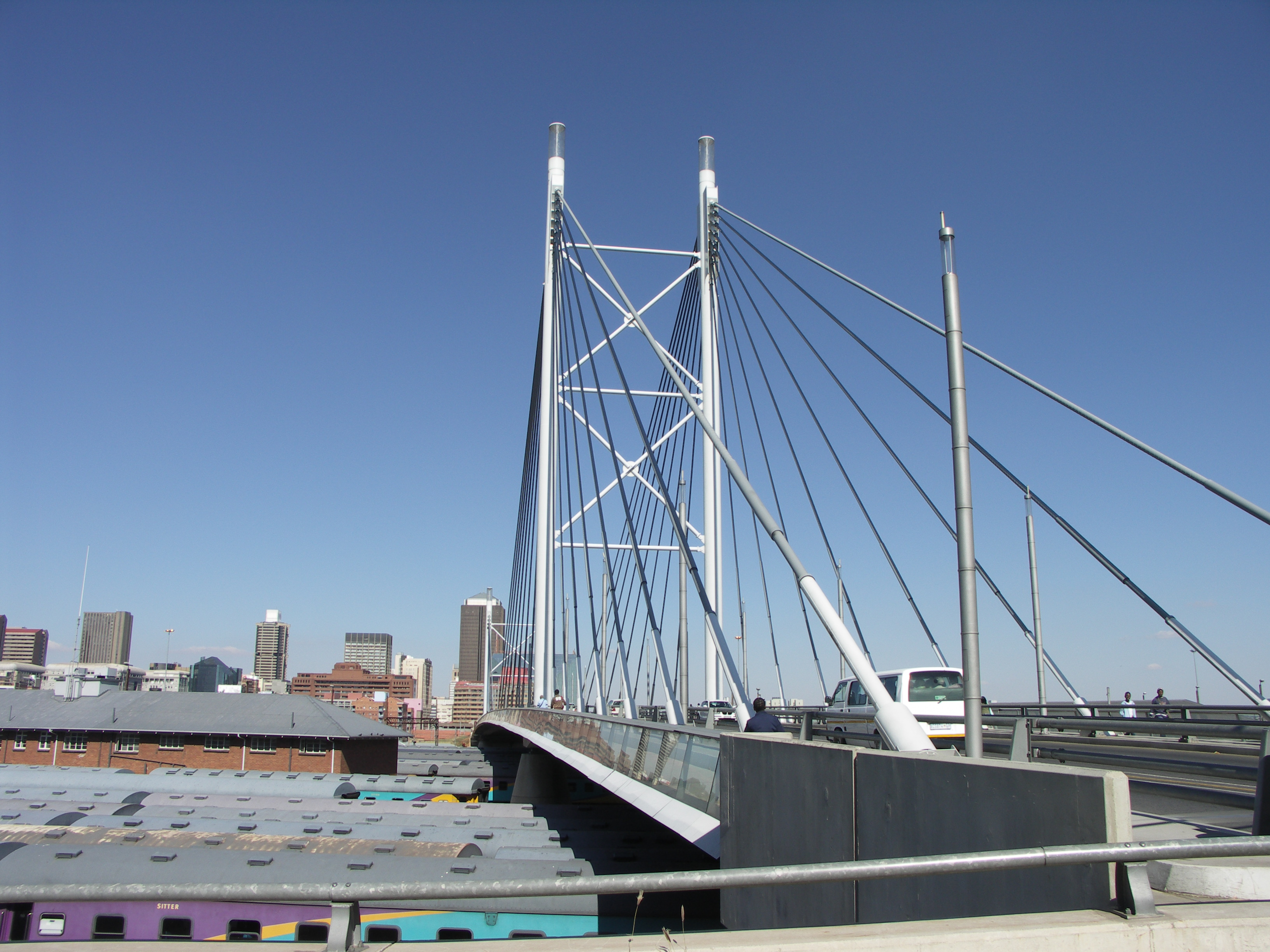
El Puente Nelson Mandela en Johannesburgo.

Al momento de su fallecimiento, Nelson Mandela era considerado el «padre de la nación» sudafricana, así como el «padre fundador de la democracia», y el «emancipador de la nación, su salvador, su George Washington y su Abraham Lincoln». El biógrafo de Mandela, Anthony Sampson, declaró que aún en vida el mito se había desarrollado alrededor de su persona, y era «tan fuerte, que desvanecía la realidad», lo que le convirtió en una especie de «santo secular». La presidencia de Mandela, transcurrida una década, ha sido considerada como «los años dorados de la esperanza y la armonía social». Fuera de las fronteras sudafricanas se ganó el respeto mundial por su activismo en contra del apartheid, y por fomentar la reconciliación entre las diferentes razas, por lo que se le ha valorado como una «autoridad moral» que tenía mucho «afán por la verdad».
A lo largo de su vida fue también blanco de críticas. Margaret Thatcher describió al CNA como una «típica organización terrorista» en 1987, lo que llamó la atención de la opinión internacional, pese a que después instó a Botha para que liberase a Mandela. Al morir, innumerables usuarios de Twitter replicaron las denuncias que Mandela había sido un comunista y terrorista, mientras que activistas antiaborto alrededor del mundo aprovecharon la ocasión para pronunciarse en su contra por haber apoyado la Ley de Aborto Libre en 1996. De igual forma, fue criticado por su amistad con líderes políticos como Fidel Castro, Muamar el Gadafi, Akbar Hashemi Rafsanjani y Suharto, así como su rechazo a condenar las violaciones a los Derechos Humanos de las que son acusados.

### Órdenes, condecoraciones

Escudo de Nelson Mandela como caballero de la Orden de Isabel la Católica (España).

El 16 de diciembre de 2013, el Día de la Reconciliación en Sudáfrica, una estatua de bronce de 9 metros de alto fue develada en Union Buildings por el presidente Jacob Zuma. El 2004 la municipalidad de Johannesburgo le otorgó las Llaves de la Ciudad, y el centro comercial Sandton Square se renombró Nelson Mandela Square, después que una estatua fue erigida allí. Para 2008 otra estatua fue instalada en el Centro Correccional Drakenstein, anteriormente conocido como prisión de Víctor Verster, cerca de Ciudad del Cabo, justo en el sitio donde Mandela fue liberado.
En 1988 la Universidad de la República le concedió el doctorado honoris causa y en 1991 lo mismo hizo la Universidad Complutense de Madrid. En 1992 recibió el Premio Príncipe de Asturias de Cooperación Internacional, y en 1993 recibió el Premio Nobel de la Paz junto a Frederik de Klerk. Para el mes de noviembre de 2009, la Asamblea de las Naciones Unidas proclamó su cumpleaños, el 18 de julio, como el «Día Internacional de Nelson Mandela» por su contribución a la lucha contra el apartheid. En ese día se insta a la población a realizar algo en beneficio del prójimo a lo largo de 67 minutos, el mismo número de años que el presidente fue parte del movimiento.
Fue galardonado con la Medalla Presidencial de la Libertad, y una mención honorífica de la Orden de Canadá, también fue la primera persona viva en recibir una ciudadanía honorífica de esta misma nación. Mandela fue la última personalidad que recibió el Premio Lenin de la Paz y el primero que se hizo acreedor del Premio Internacional Gadafi de los Derechos Humanos. Para 1990, recibió el premio Bharat Ratna del gobierno de la India y en 1992 recibió la Orden de Paquistán. Ese mismo año se le adjudicó el Premio Internacional de la Paz de Atatürk, el cual rechazó en un primer momento ya que alegó la violación de los Derechos humanos cometidos en Turquía para esos años, aunque después lo aceptaría en 1999. Fue galardonado en 1997 durante la conferencia de Cape Town con el premio World Peace & Liberty Award, que otorga la World Jurist Association. Este reconocimiento también lo han recibido René Cassin, Sir Winston Churchill, el Rey Felipe VI y Ruth Bader Ginsburg. En 1999 también recibió el collar de la Orden de Isabel la Católica. La Reina Isabel II le nombró Bailío Gran Cruz de la Venerabilísima Orden de San Juan (con la recomendación del comité de premios y honores de la orden) y le dieron la membresía de la Orden de Mérito del Reino Unido (regalo personal de la monarca).

### Monumentos
- En Santiago de Chile en el Parque Portales, se ubica el memorial a N. Mandela. Obra de los arquitectos Juan Carlos López y Lautaro Catrileo.[401]
- Estatua gigante de N. Mandela en Pretoria, Sudáfrica. Inaugurada un día después de su entierro el 2013, tiene 4.5 toneladas de bronce y una altura de 9 metros.[402]

### Tributos deportivos
El miércoles 16 de mayo de 2018, el FC Barcelona participó en la Copa Centenario Mandela jugando contra el Mamelodi Sundowns FC. Dicho partido se jugó en el First National Bank Stadium de Johannesburgo, anteriormente conocido como Estadio Soccer City. El duelo finalizó con un marcador de 3-1 a favor del Barça y fue presenciado por el actual presidente de la FIFA; aunque, en su momento, secretario general de la UEFA, Gianni Intantino; por el expresidente de Estados Unidos, Barack Obama; y por el actor Leonardo Di Caprio, entre otros.
El partido fue parte de las celebraciones que se llevaron a cabo en Sudáfrica durante 2018 para celebrar el centenario del nacimiento de Madiba. Dicha organización contó con el apoyo de la SAFA - la Asociación de Fútbol de Sudáfrica, el programa de LaLiga - LaLiga World Challenge, el Mamelodi Sundowns FC, la Fundación Nelson Mandela, el FC Barcelona y La Fundación Motsepe. Después de once años el Barça volvió a relacionarse con el hombre que acabó con el racismo y violencia del apartheid en Sudáfrica.
El Barcelona se tomó muy en serio este partido llevando a sus principales jugadores al que fue, para Andrés Iniesta, el penúltimo partido vestido de azulgrana. El Mago de Fuentealbilla, como se le conoce, regresaba además al Soccer Stadium, donde le dio el título a España, marcando un gol en la prórroga de la final del Mundial en 2010 ante Holanda. El técnico Ernesto Valverde jugó con dos alineaciones muy diferentes en este amistoso y Lionel Messi participó en los últimos quince minutos del partido.
Con apenas 2:33 en el cronómetro, Ousmane Dembelé iniciaba la fiesta y abría el marcador, luego de un error en la salida de la defensa del equipo local. A los 19 minutos, Luis Suárez batió al portero Onyango, colocando el 2-0 en el marcador. El resultado final del partido llegó gracias a goles de: Andre Gomes en el minuto 66, para el FC Barcelona, y el atacante del Memelodi Sundowns, Sibusiso Vilakazi en el minuto 75.

### Tributos musicales
Varios artistas han dedicado canciones a Mandela. Una de las más populares fue «Free Nelson Mandela», grabada por The Special AKA en 1983, la que también interpretó con éxito Elvis Costello. Stevie Wonder le dedicó la melodía «I Just Called to Say I Love You», ganadora del Premio Oscar por la mejor canción original de 1984, lo que resultó en la censura de sus canciones por la South African Broadcasting Corporation. En 1985 el álbum de Youssou N'Dour, Nelson Mandela, fue la primera canción lanzada del artista senegalés en los Estados Unidos. Otros artistas que lanzaron canciones o vídeos en honor a Mandela incluyen a Pablo Milanés, Johnny Clegg, Hugh Masekela, Brenda Fassie, Khadja Nin, Beyond, Nickelback, Raffi, y Ampie du Preez y AB de Villiers. La cantante sudafricana Zahara, embajadora del Hospital Nelson Mandela, lanzó el EP Nelson Mandela que le rinde tributo. Fue dado a conocer cuando este se encontraba muy enfermo en el hospital Medi-Clinic en Pretoria. A su vez, a mediados de los 90s existió la banda estadounidense The Mandela Strikeforce (traducido como La fuerza de huelga de Mandela) por miembros de Ink & Dagger.

### Cine y televisión
La vida de Mandela ha sido representada en el cine y la televisión en varias ocasiones. Fue interpretado por el actor Danny Glover en el telefilme de 1987 de la HBO Mandela. La película de 1997, Mandela and de Klerk, fue protagonizada por Sidney Poitier como el presidente, y Dennis Haysbert lo interpretó en Goodbye Bafana (2007). En el telefilme de la BBC de 2009, Mrs Mandela, fue interpretado por David Harewood, así como Morgan Freeman en el filme Invictus (2009). Terrence Howard actuó en el papel del mandatario en la película de 2001, Winnie Mandela; y también por Idris Elba en la cinta de 2013, Mandela: Long Walk to Freedom.